# Líbia
Líbia (arabul: ليبيا), hivatalosan Líbia Állam (دولة ليبيا) észak-afrikai állam a Földközi-tenger déli partján, Egyiptom és Tunézia között helyezkedik el. Nyugaton Algéria, délen Niger és Csád, míg délkeleten Szudán határolja. Az ország tagja az ENSZ-nek, az Afrikai Uniónak, az OPEC-nek, az Arab Ligának és az OAPEC-nek is. 
A 2011-es első líbiai polgárháborúban megdöntötték Moammer Kadhafi több évtizedes diktatúráját, ezután kitört a második líbiai polgárháború, amely 2020-ban tűzszünettel ért véget, de az ország szétszakadt és a politikai-katonai instabilitás idejét éli, egy állandósult, alacsony intenzitású konfliktussal.

## Földrajz

### Domborzat
A keskeny parti síkság sok helyütt a sós sztyeppvidékétől keletre az Akdar-hegység fennsíkja, délre pedig a szaharai tábla néhány oázissal tarkított kő- és agyagsivatagja határolja.
Keleten a Szahara legnagyobb egybefüggő homoksivataga, a Nagy-homoktenger és a Líbiai-sivatag található.
Az ország legmagasabb pontja a Bikku-Bitti (2267 m), ami Líbia déli, csádi határánál, a Tibesztiben van.
Északnyugaton, a Tripoli környéki Dzsifára-síkságot délről a Nefúsza-hegység határolja, ettől délre magas fekvésű kősivatag (hamada) terül el, még délebbre pedig egy hatalmas, buckás homoktenger az algériai határ és Szabhá között, ettől délre pedig az Akkakusz-hegység, amely az Algéria délkeleti részén húzódó az Ahaggar-hegység része.

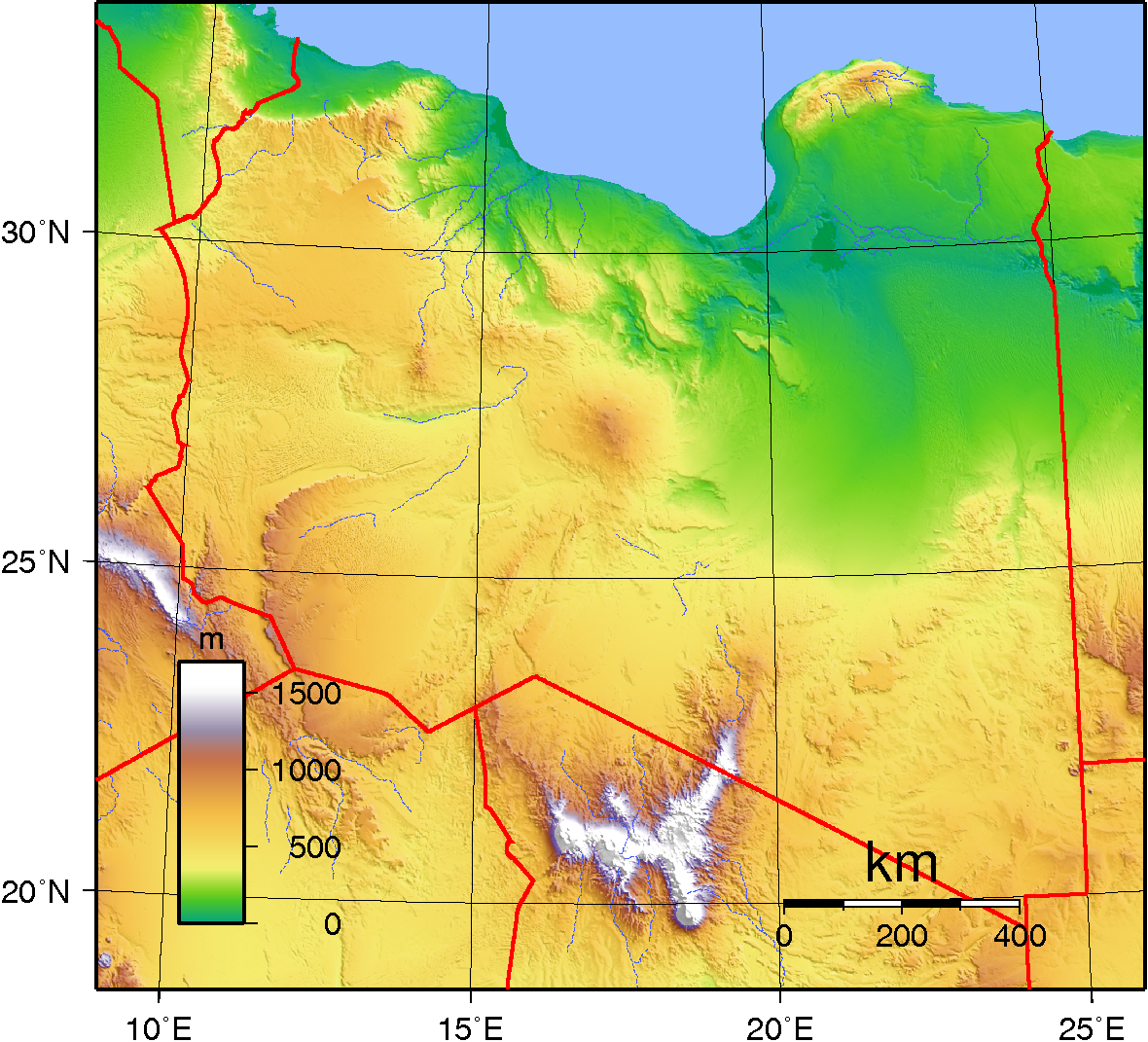
Domborzati térkép
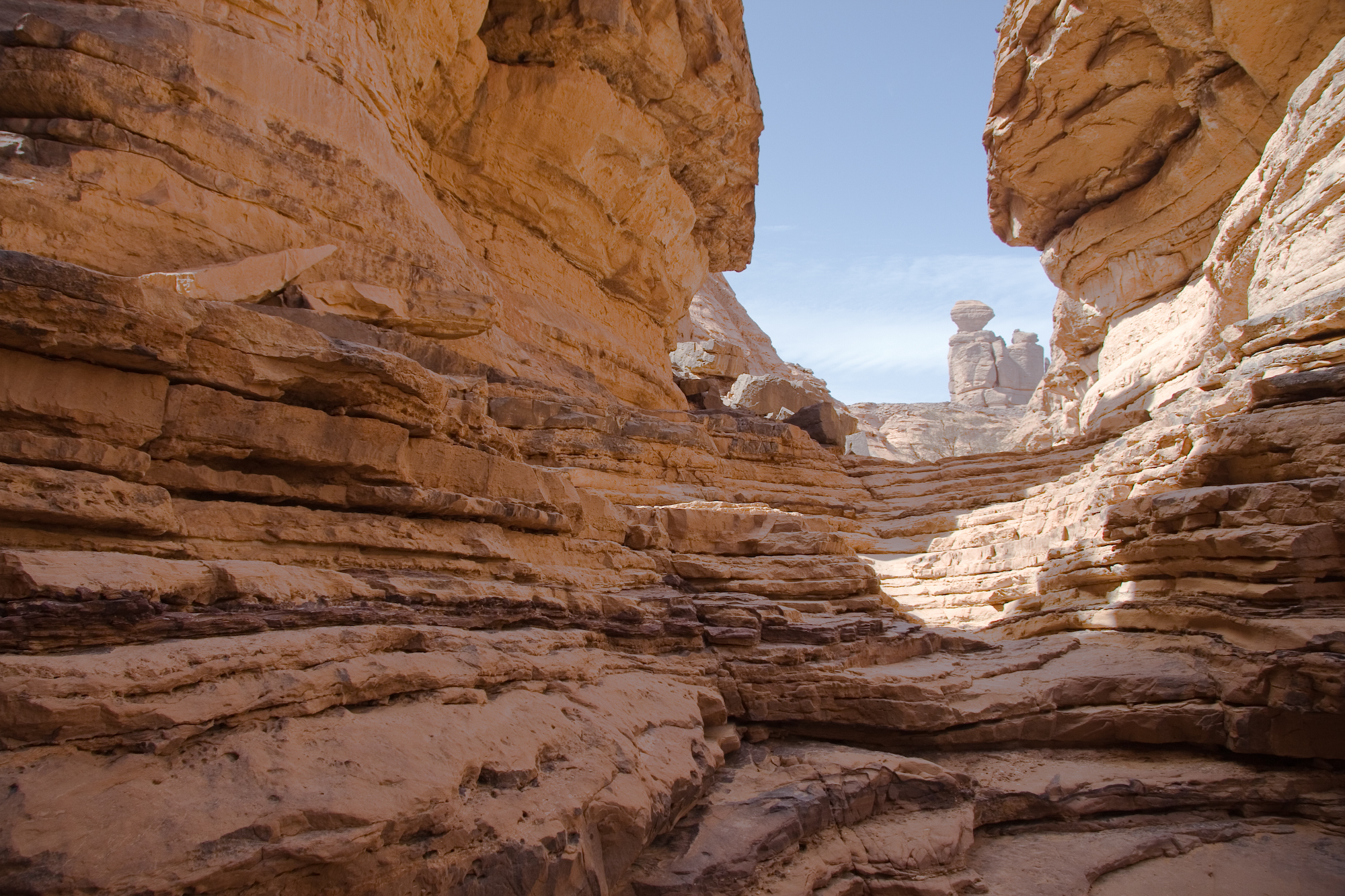
Sziklaformák az Akkakusz-hegységben
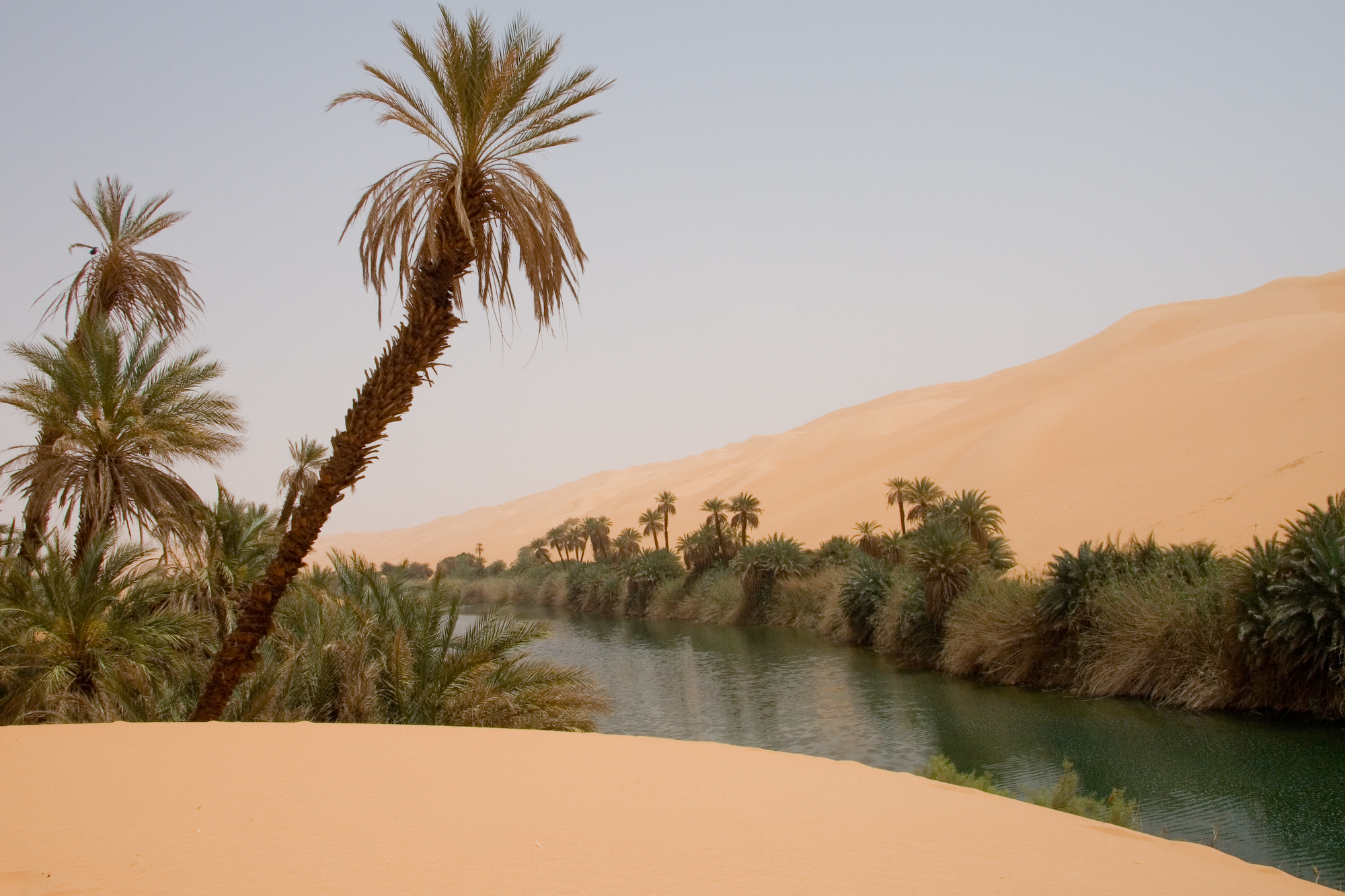
Ubari oázisa az ország délnyugati részén

### Vízrajz
Nem rendelkezik állandó vízfolyással. Líbiában kevés a felszíni víz, és nincsenek állandó folyók, de sok a föld alatti vízfolyás és az artézi kút.

#### Mesterséges folyó
A Nagy Emberalkotta Folyó (eredeti név: Al-Nahr Szinái)
Koncepciója az, hogy a föld alatt található vízkészleteket a felszínre hozzák.
Az első lépésben Tazerbo és Szarír medence 10 000 km³-re becsült vízkészletét csapolták meg, és szállították Bengázihoz és Szirthez. A Murzuk medence (450 000 km² terület, 4800 km³-re becsült kapacitás) Szahel al-Dzsefarát Tripolitaniában és Tripolit látja el napi 2,5 millió m³ vízzel.
Tripoliba első alkalommal 1996 szeptemberében érkezett innen víz, amit ünnepélyesen fogadtak. További vízlelőhely az Al-Kufra medence (20 000 km³-re becsült kapacitás), amivel Tobruk térségét látják el. A Gadámesz és Al-Dzsagbub környékén lévő föld alatti medencék kiaknázásra várnak.
A terv széles körű kritikákat váltott ki. A lehetséges környezeti hatásokat nem mérték fel. Senki nem tudja, milyen hatással lesz a kitermelés a meglévő mezőgazdasági területekre. A beruházás első fázisában elköltött pénz öt sótalanító üzem megvalósítására lett volna elegendő.

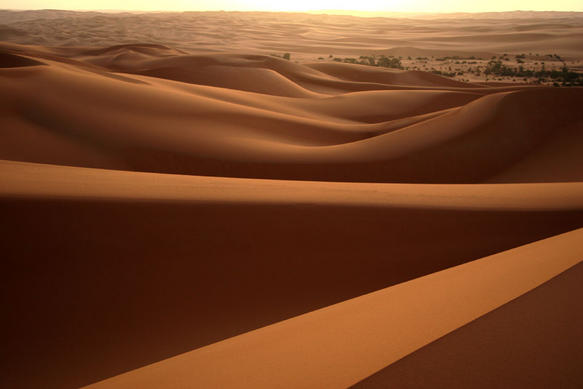
Líbia területének 90%-a sivatag vagy félsivatag

A terv megvalósítása ellen a szomszédos Szudán és Egyiptom is tiltakozott, mert veszélyeztetve érzik saját föld alatti vízkészleteiket. Ha a föld alatti vízkészlet kimerül, Líbia a területén az ókorban élt Garamant Birodalom sorsára jut, ami a vízbázisok kimerülése miatt az i. sz. 5. században összeomlott.

### Éghajlat

Éghajlati térkép (angol nyelvű). Piros szín: trópusi sivatagi éghajlat

Földközi-tengeri partvidéke szubtrópusi sztyeppei éghajlatú, az ország többi részére sivatagi éghajlat jellemző. A leghidegebb hónap közép hőmérséklete 11-13 °C, a legmelegebbé 26-34 °C. A hőmérséklet abszolút maximumai a tengerpart kivételével meghaladják az 50 °C-ot. A szélsőséges sivatagi klímát jellemzi, hogy télen mindenütt bekövetkezhet fagy, a Szahara líbiai területén több helyen mértek -5, -10 °C közötti minimum hőmérsékletet. A száraz levegő és a felhőtlen égbolt miatt igen jelentős a hőmérséklet napi ingadozása, átlagos értéke minden évszakban eléri a 15-20 °C-ot. A parti sztyepp övezet évi átlagos csapadéka 200–400 mm, majdnem teljes egésze a téli félévben, októbertől márciusig esik. A sivatagban 50 mm alatt marad a csapadék évi összege, vannak helyek, ahol évtizedek alatt sem hull mérhető csapadék. A Szahara északi peremén fekvő el-Azízia oázisban 1922-ben feljegyzett 58,0 °C-os hőmérsékletet sokáig a Föld hőségrekordjaként tartották számon, a 2011-ben végzett vizsgálatok azonban megállapították, hogy a hőmérő különböző hibák miatt több fokkal melegebbet mért, mint a tényleges hőmérséklet.

### Élővilág, természetvédelem
A líbiai kormányzat törekvése a "zöld területek" megőrzése, ideértve a mezőgazdaságilag művelt területeket is, amik az ország területének mindössze 1%-át teszik ki. Ezeket az elsivatagosodás fenyegeti.
Állatok

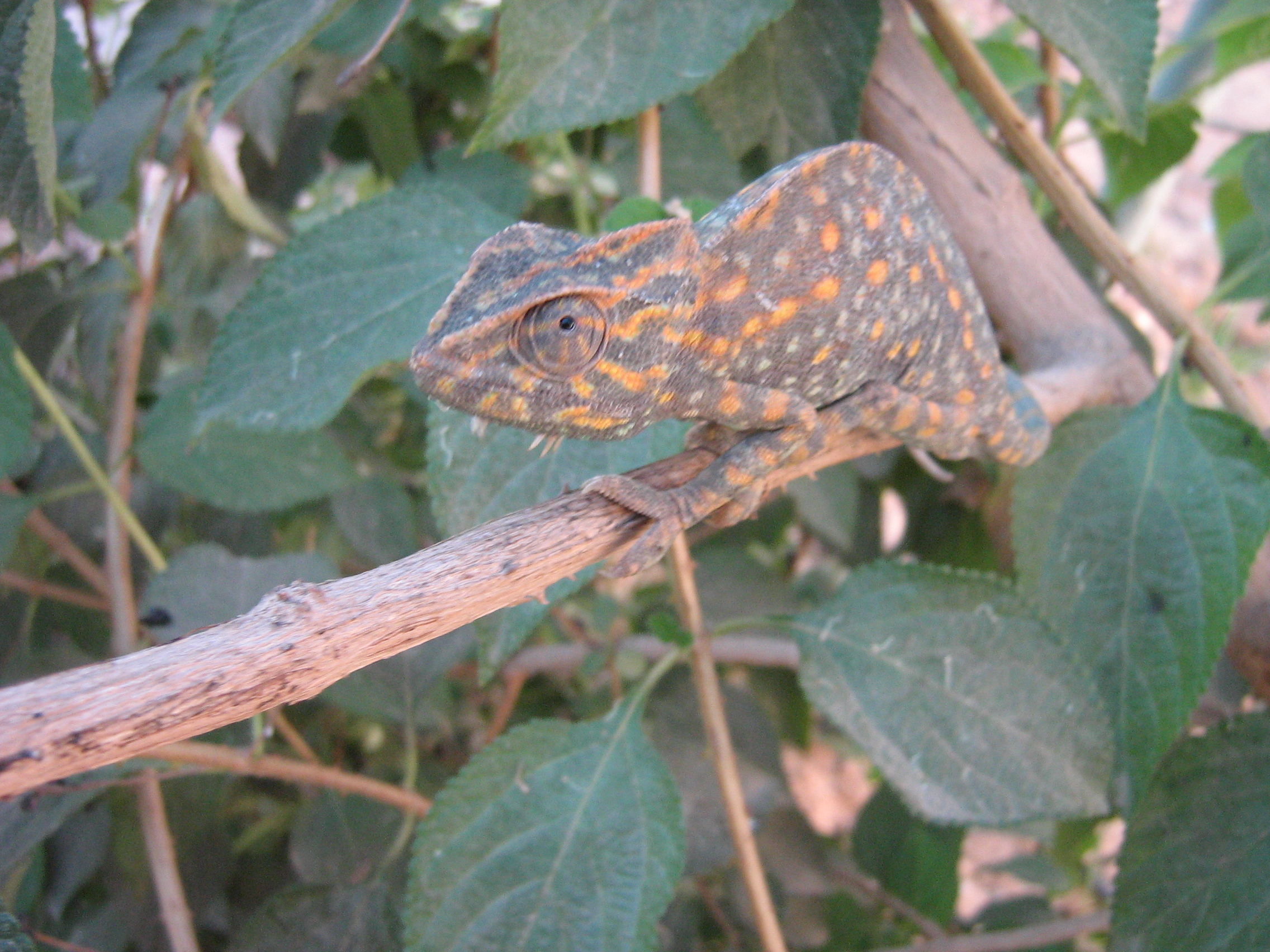
Kaméleon Tripolitániában (ÉNy-Líbia)

A történelem előtti időkből származó sziklarajzok tanúsága szerint Líbia területén valamikor zsiráf, elefánt és rinocérosz élt. Még 2500 évvel ezelőtt is élt itt oroszlán, szarvval rendelkező szamár és medve. Mindezek a fajok mára teljesen eltűntek. A kevés megmaradt emlősfaj a sivatagi élethez alkalmazkodott. Ezek közé tartozik a gazella és a félénk waddan (egy kecskeszerű őzfaj), ez utóbbi a hegyekben él. A sivatagi róka éjszakai állat, a nappali forróságot föld alatti üregekben vészeli át. A legnagyobb testű rágcsáló a gundi. Egyes helyeken farkasok és kígyók is megélnek.
Líbia a madarak vonulási útvonalán fekszik, elsősorban a tengerparti rész. Időszakosan látható: a Lanner sólyom, a sivatagi veréb, az egyiptomi keselyű, a gébicsfélék, a pacsirta, a varjú, a vadgalamb és a bülbül. A houbara túzok a vadászok kedvenc célpontja volt, ezért manapság védett állat. A moula moula madár az ország délebbi részén állandóan látható (fekete toll és fehér sapka jellemzik az apró madarat). A tuaregek „hírvivő” madárnak nevezik és boldogsághozónak tartják.
Növények
Líbia tengerparti vidékén megtalálhatók a mediterrán éghajlat szokásos növényei. Mivel csak ez a parti sáv termékeny a mezőgazdaság szempontjából, itt termesztenek citrusféléket és olívabogyót. Található itt eukaliptusz, murvafürt, leander. Az ország belsejében csak az oázisokban van állandó növényi jelenlét, ez túlnyomó részben pálmafákból áll, kisebb részben fügéből, tamariszkuszból és leanderfákból. Az oázisokon kívül csak az „arab akác” (Acacia arabica) él meg, illetve az igen ritka eső után előbújó alfalfa.

#### Nemzeti parkjai
| név                                | terület (km²) | alapítva | körzet          |
| ---------------------------------- | ------------- | -------- | --------------- |
| Abughilan Nemzeti Park             | 40            | 1992     | Jabal al Gharbi |
| El-Kouf Nemzeti Park               | 80            | 1978     | Jabal al Akhdar |
| Karabolli Nemzeti Park             | 80            | 1992     | Tripoli         |
| El Naggaza Nemzeti Park            | 40            | 1993     | Murqub          |
| Rajma Nemzeti Park                 | 80            | 1986     | Jabal al Gharbi |
| Sirman Nemzeti Park (Surman N. P.) | 40            | 1992     | Zawiya          |

#### Természeti világörökségei
Líbiából nincs természeti táj az UNESCO által nyilvántartott világörökségi helyszínek között.

## Történelem

### A függetlenség előtt

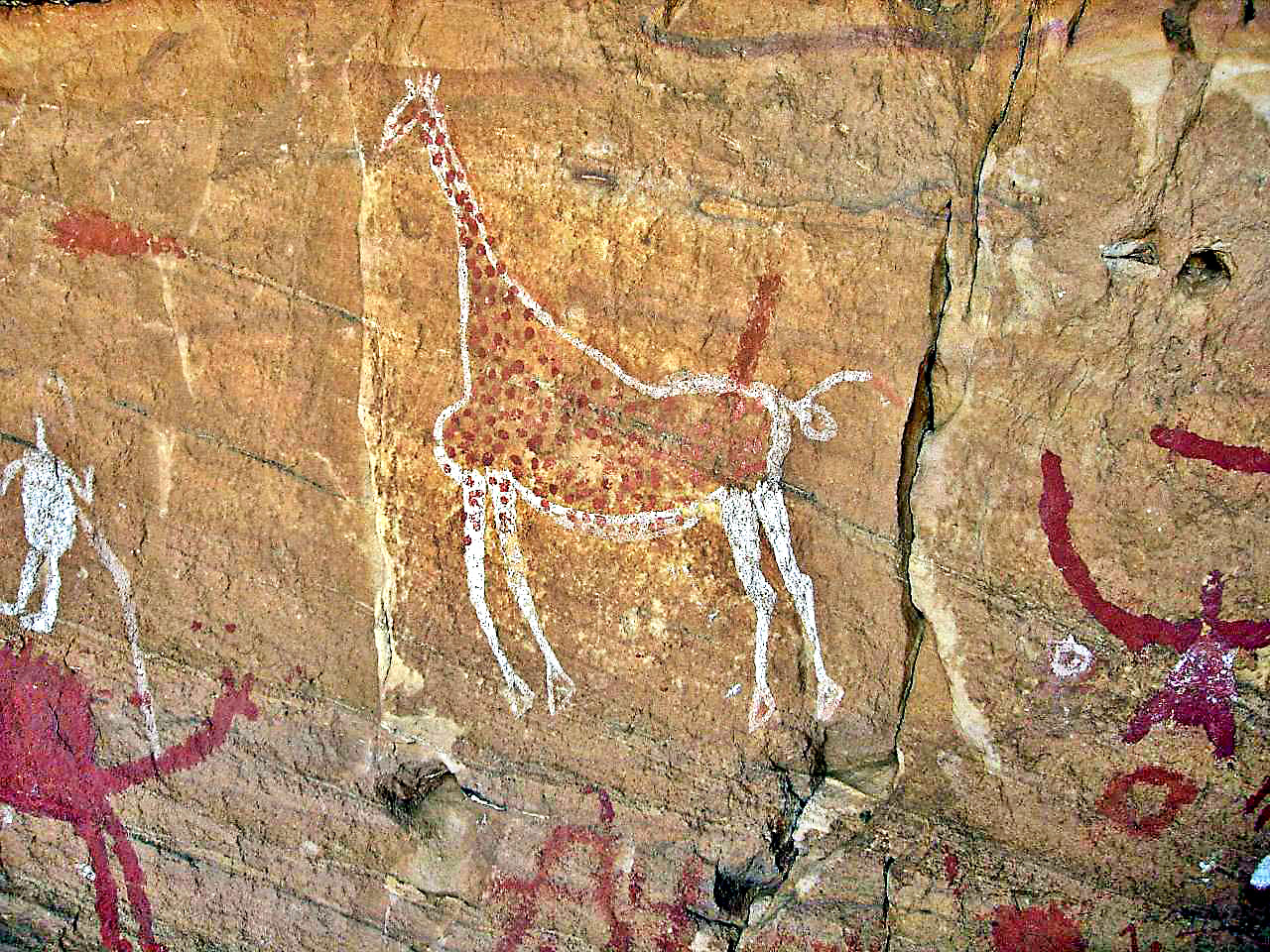
A sziklarajzok a sivatagban, a történelem előtti korból tanúskodnak, hogy valamikor dús növényzet és állatvilág élt itt. (Akkakusz-hegység)

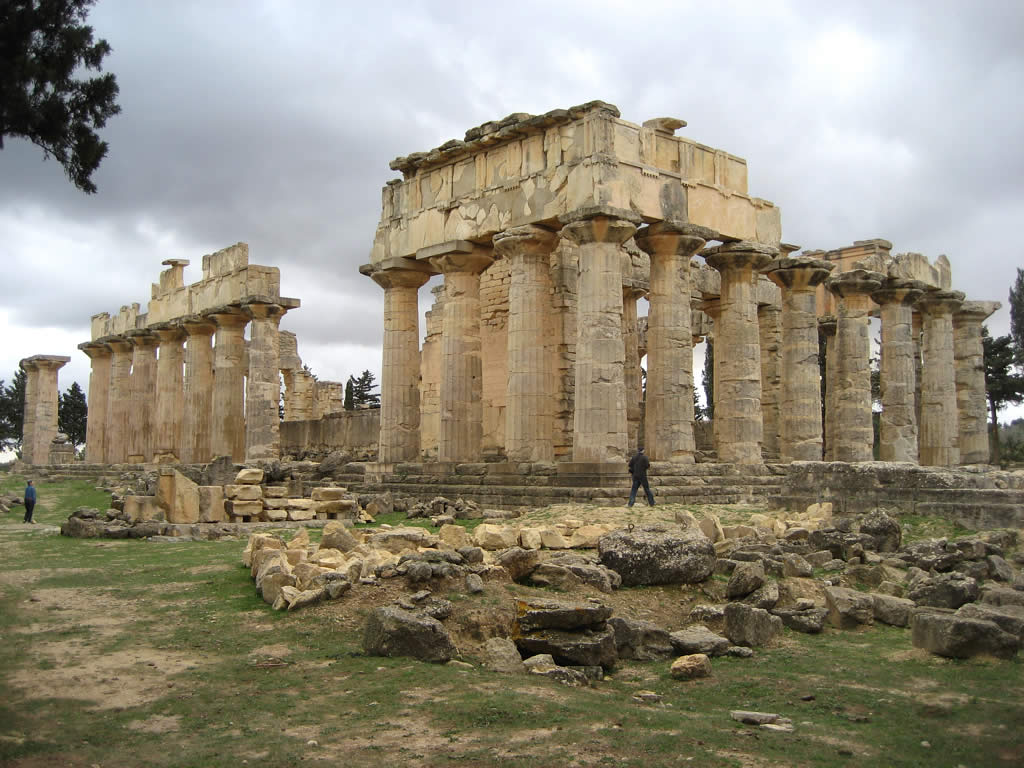
Zeusz ókori görög temploma, Küréné

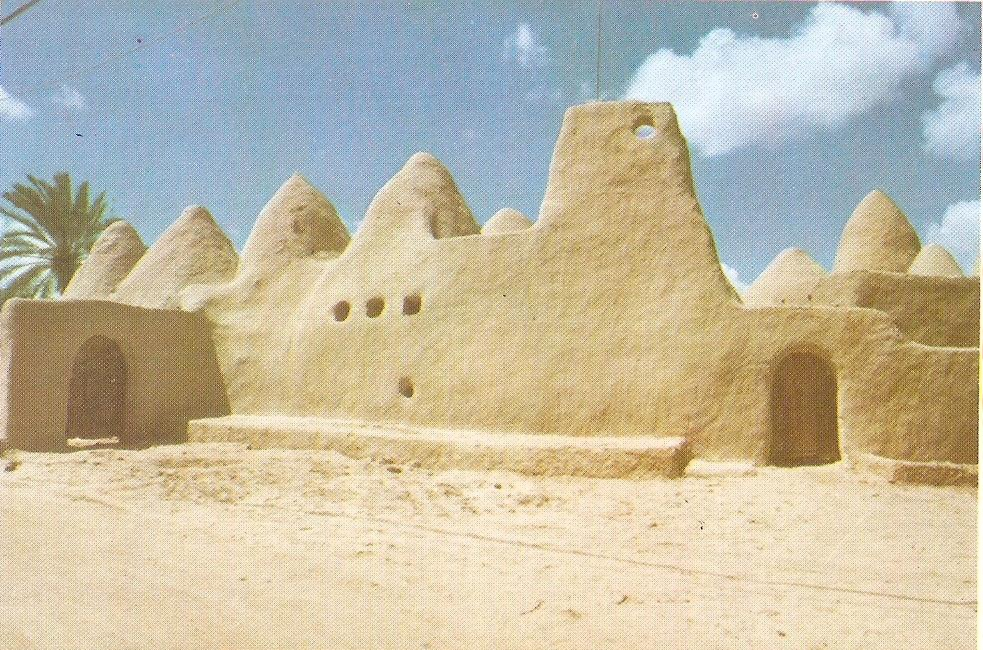
Awjilah mecsete a szaharai övezet legrégibb muzulmán temploma

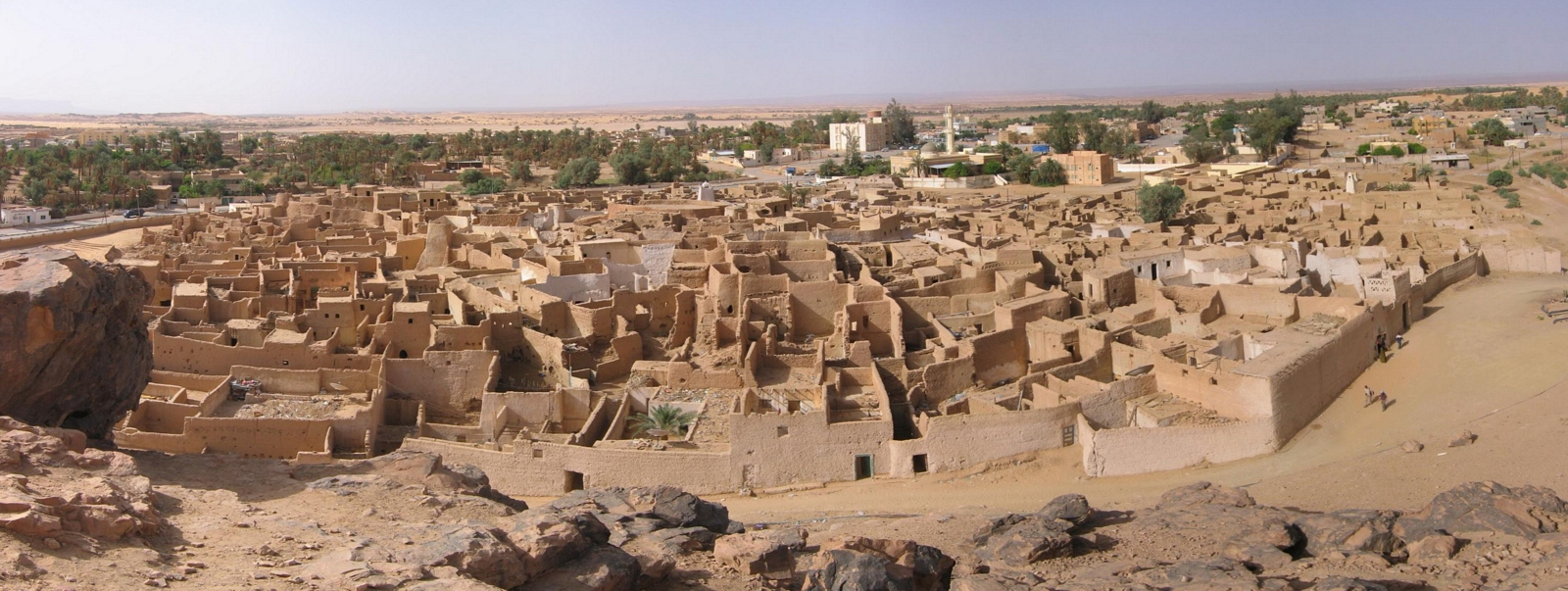
Ghat városa

Líbia őstörténetéhez, az itt élt pásztornépek leírásához a legjobb források a Wadi Mathendouson és az Akkakusz-hegységben talált kőfestmények és karcolatok. A festményekből kiderül, hogy a mai szaharai líbiai területeket régen folyókkal tarkított füves puszták borították, melyeket többek közt zsiráfok, elefántok, a folyókat pedig krokodilok népesítették be.
Régészeti bizonyítékok vannak arra, hogy az i. e. 8. évezred elején Líbia parti síkságán neolitikus emberek éltek, akik háziasították a marhát és gabonát termesztettek.
A föníciaiak kezdetben kereskedelmi állomásokat létesítettek Líbiában, ahol Türosz (a mai Ṣūr Libanonban) kereskedői a berber törzsekkel kereskedtek. Az i. e. 5. században a legnagyobb föníciai gyarmatváros, Karthágó kiterjesztette hegemóniáját Észak-Afrika nagy részére és kialakított különálló civilizációt, a pun civilizációt. A líbiai part pun települései: Oea (Tripoli), Libdah (Leptis Magna) és Szabráta. Mindegyik abban a térségben volt, amit később Tripolisnak ('három város') neveztek. Líbia mai fővárosa, Tripoli is ezt a nevet viseli.
A görögök i. e. 630-ban alapították Küréné (Cyrene) városát. 200 év alatt négy további fontos város keletkezett a térségben: Barké (ma al-Marj), Eueszperidész (később Berenice, ma Bengázi), Taukheira (később Arszinoé, ma Tukrah) és Appollónia (ma Susah). Ez utóbbi Cyrene kikötője volt. Cyrenével együtt az összefoglaló nevük: Pentapolisz ('öt város'). Később pedig a táj a Cyrenaica nevet kapta.
A rómaiak egyesítették Líbia régióit: Tripolitania és Cyrenaica több mint 600 éven át virágzó római provincia volt . Római romok, különösen Leptis Magna romjai mutatják, hogy itt népes városok és sok kisváros volt, városias életmóddal. A római világ minden részéből jöttek ide kereskedők és kézművesek, de Tripolitania városai megőrizték pun, Cyrenaica pedig görög jellegét. A Római Birodalom kettészakadásakor, 395-ben Tripolitániát a Nyugatrómai Birodalomhoz csatolták, Cyrenaicát Bizánchoz. Az 5. század közepén a vandálok foglalták el Cyrenaicát; Bizánc csak száz év múlva tudta visszafoglalni.
A birodalom Bizánc néven történő visszatérésekor Jusztiniánusz 6. századi ismételt hódításakor újra megpróbálták megerősíteni a városokat, de ez csak egy utolsó kísérlet volt a széthullás előtt. A Bizánci Birodalom egyik előre tolt bástyája, Cyrenaica a vandálokkal vívott csaták miatt teljesen olyan volt, mint egy katonai tábor. A népszerűtlen bizánci kormányzók a hadsereg megerősítése miatt magas adókat vetettek ki a lakosokra, de ennek ellenére a városokat és a közszolgáltatásokat – többek között a vízellátást – több évtizedig nem fejlesztették. A bizánci vezetők nem tartották szem előtt a római ideált, a birodalom egységét. A VII. századra meggyengült a terület fölötti bizánci ellenőrzés, megnőtt a berber betörések száma, és a muzulmán támadások csak kismértékű ellenállásba ütköztek.
A bizánciak ezután már alig védték a területüket. A védelem csak néhány tengerparti erődítményre korlátozódott, így az először 642-ben erre járó arab lovasok Cyrencia Pentapolis részében alig találkoztak ellenállással. 'Amr ibn al-'As vezetésével az iszlám seregek elfoglalták Cyrenciát, és Pentapolist átnevezték. Tripolit is megtámadták, de miután a római falakat lerombolták, adó ellenében békén hagyták a várost. 647-ben Abdullah ibn Saad, Uthman kalifa féltestvérének a vezetésével mélyen behatoltak Líbiába, és végleg megszerezték Tripolit a bizánciaktól. Fezzánt Uqba ibn Nafi foglalta el 663-ban, így megdöntötte az itteni berber uralmat. A következő évszázadokban több iszlám dinasztia irányította Líbiát, s ezalatt hol több, hol kevesebb autonómiával rendelkezett a terület. Az omajjádok, az abbászidák és a fatimidák idejében az arabok könnyedén megőrizhették az uralmukat a tengerparti városokban és falvakban is. A városiak azt a biztonságot értékelték, mely lehetővé tette számukra a békés kereskedést, míg a punizálódott földművesek a birtokaik védelmezőjét látták bennük. Cyrenaicában a kopt keresztények az iszlám arabokat a bizánci elnyomás alóli felmentőkként kezelték. A felföldek berberjei átvették az iszlám vallást, de az arabok politikai hatalmát nem ismerték el.
Az országot 1510-ben spanyol, majd később máltai csapatok igázták le, 1544-ben az Oszmán Birodalom része lett. Líbiában három vilajetet alakítottak ki: Tripolitania, Kirenaika és Fezzan, de igazából nem tagolódott be a birodalomba és a Karamanlis-dinasztia uralma alatt tényleges autonómiát élvezett. Ez a dinasztia 1711-től 1835-ig uralkodott főleg Tripolitániában, de a 18. század közepén jelentős volt a befolyása Kirenaikára és Fezzánra is. A két évszázaddal későbbi egységes és független Líbia mintája ez az állam.
Az 1911–1912. évi olasz–török háborúban az Olasz Királyság gyarmata lett és mint Olasz Líbia nevezték. 1942-től brit és francia közigazgatás alá került. Az olasz uralom alatt rengeteg olasz telepes érkezett a területre, eleinte a szegényebb dél-olasz és szicíliai vidékekről, hogy itt találjanak földet és megélhetést. Később a Mussolini-rezsim egyre szisztematikusabban, politikai célzattal folytatta az olaszok betelepítését Líbiába, hogy a területet minél inkább Olaszországhoz kösse. Hasonló szerepe volt Algéria francia nyelvű lakosságának is, a feketelábúaknak.
A második világháborúban hadszíntérré vált, területén súlyos harcok folytak.
Az új olasz köztársaság a II. világháború után kampányt indított nemzetközi ellenőrzés alá vett területei, legfőképp Líbia (vagy ahogy ők hívták: „a negyedik olasz tengerpart”) visszavételéért. Ennek során hivatkozhattak az akkor még ott élő 200 ezer olaszra, kik a gyéren lakott terület lakosságának kb. 20-30%-át tették ki. Nem sokon múlott, de az ENSZ döntése végül nem az olaszoknak kedvezett: az országot három befolyási övezetre osztó Franciaország, Nagy-Britannia és az Egyesült Államok kötelezte magát az ország egyesítésére, független kormányzat létrehozására.

### Líbiai monarchia
1951. december 24-én független királysággá vált. A Líbiai Egyesült Királyság uralkodójává I. Idrisz emelkedett, aki addig mint meghatározó vallási vezető töltött be fontos szerepet, a szenussziak emírjeként. 1954-ben jelentős kőolaj-készletet fedeztek fel, ennek nyomán megnőttek az állami bevételek. A világ egyik legszegényebb országából hirtelen rendkívül gazdag ország lett. Bár az olajjövedelem nagyon megnövelte a líbiai állam pénzügyi lehetőségeit, a népességet irritálta, hogy ez a gazdagság a király és az elit kezében összpontosult. Ebben az időben terjedtek el nasszerizmus és az arab nacionalizmus eszméi Észak-Afrikában és a Közel-Keleten. Ez is kihatott Líbia belső viszonyaira.
1951-ben alkották meg a líbiai alkotmányt is. A Líbiai Nemzeti Tanács 1951. október 7-én Bengáziban hagyta jóvá az alkotmány elfogadásáról szóló határozatot. Mohamed Abulas’ad El-Alem, a Nemzeti Tanács elnöke és Omar Faiek Shennib, valamint Abu Baker Ahmed alelnökök aláírták a javaslatot, és felterjesztették jóváhagyásra Idrisz király elé. Ezután jelenhetett meg a Líbiai Közlönyben.

### Kadhafi-korszak

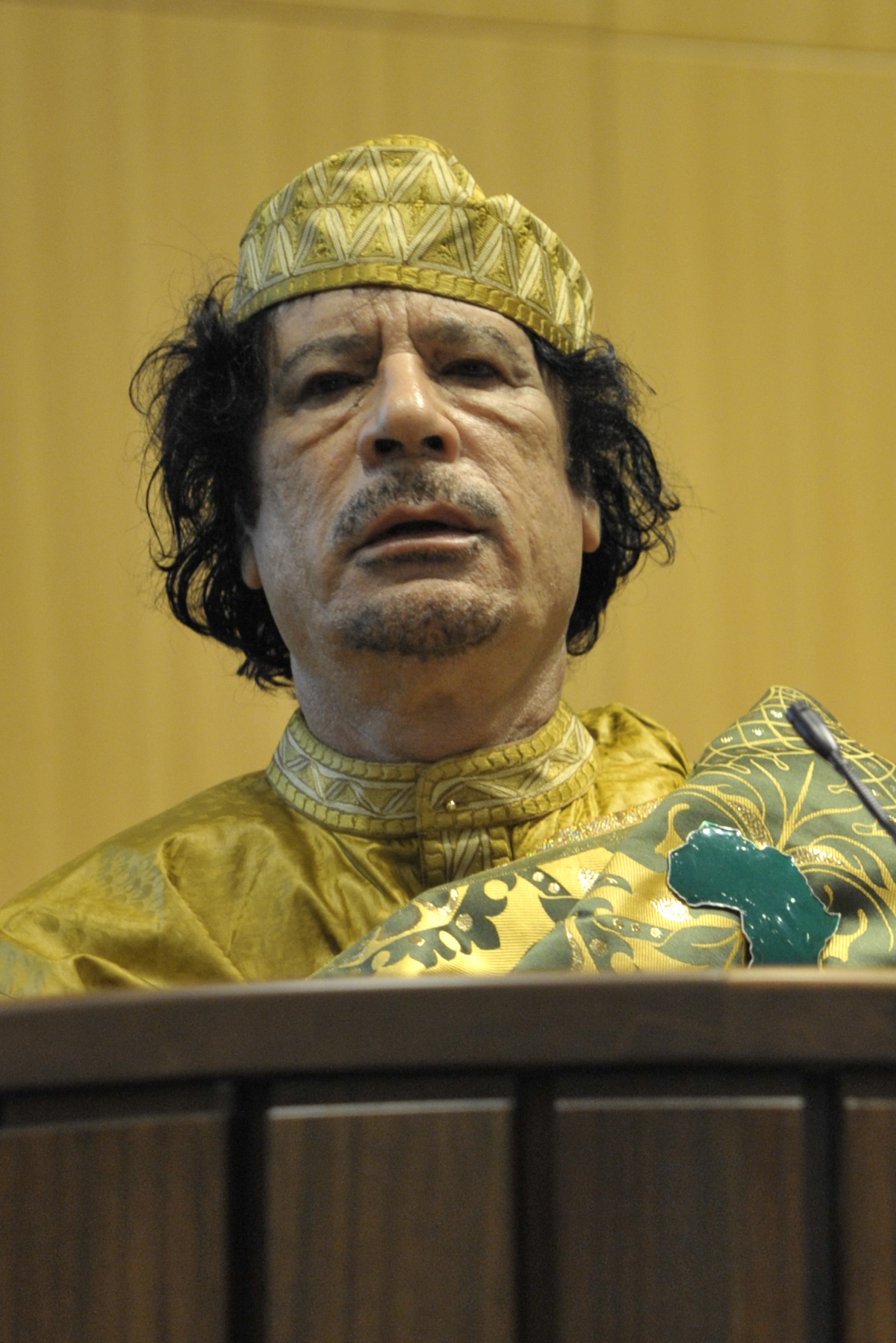
Moammer Kadhafi 2009-ben

Az 1969. szeptember 1-jén katonai puccsal létrehozott, iszlám alapokon nyugvó arab, szocialista állam egyre fokozódóan nyugatellenes politikát folytatott. Az ország élére az akkor még mindössze 26 éves Moammer Kadhafi ezredes került. Az arab nacionalizmus és a szocializmus egy sajátos ötvözetét dolgozta ki és tette általánossá az országban. Líbia az arab egység érdekében többször tett föderációs javaslatot Egyiptomnak, Tunéziának és Csádnak is. 1972-ben Egyiptommal és Szíriával közösen megalapították az Arab Köztársaságok Szövetségét, de 1977 novemberében, tiltakozásul az egyiptomi elnök izraeli látogatása miatt Líbia kilépett az államszövetségből, amely ezzel meg is szűnt létezni. Az ország nevét 1976-ban változtatták meg a mai nevére. Líbia az 1970-es évek közepétől törekedett atomfegyver kifejlesztésére vagy megszerzésére. Líbia az 1978-as Camp Davidi megállapodást nem volt hajlandó elismerni, azaz nem fogadta el a békét Izraellel. Líbia 1981-ben a Szidra-öbölben a felségvizeit – az UNCLOS egyezményeknek megfelelően – 12 tengeri mérföldre kiterjesztette. Ezek miatt az USA provokációra szánta el magát az országgal szemben. Az Egyesült Államok a Szidra-öbölben tartott hadgyakorlatot. A gyakorlat során a líbiai légierő több kísérletet is tett a szuverenitását megsértő USA hadihajók és repülőgépek elijesztésére, ennek során az amerikaiak két líbiai Szu–22 vadászbombázót lelőttek. Ezt az amerikaiak azzal magyarázták, hogy 12 tengeri mérföldre a partoktól az ő megítélésükben már nemzetközi felségvíz van, megsértve Líbiának az ún. csatlakozó övezetre vonatkozó jogát. Az USA álláspontja szerint ők jogosan tarthattak hadgyakorlatot két nukleáris repülőgép-hordozóval, és több tízezer katonával a líbiai csatlakozó övezetben, és joguk van lelőni bármilyen fegyveres repülőgépet, amely megközelíti a hajóikat, és felszólításra nem fordul vissza. Líbia ezzel szemben az 1958. évi UNCLOS I egyezményre hivatkozott, mely szerint bármilyen hadihajót kiutasíthat a csatlakozó övezetből, ha az engedély nélkül próbál áthaladni, vagy tartózkodni ott. Líbia ezután elkezdte támogatni az nyugati imperialisták ellen küzdő gerillákat, illetve terroristákat (Lockerbie-merénylet), 1986-ban Amerika megtorlásul bombázta Bengázit és Tripolit. Az ENSZ 1992-ben szankciókat, többek között olajembargót vezetett be az ország ellen. Ezek az olajipar leépüléséhez, az állami bevételek drasztikus visszaeséséhez vezettek. 1996 nyarán sor került az első ellenzéki tüntetésre is. 2002-ben tárgyalások kezdődtek a Lockerbie-merénylet áldozatai hozzátartozóinak kárpótlásáról, majd Kadhafi 2003-ban váratlanul bejelentette, hogy országa felhagy nukleáris programjával. Mindennek következtében feloldották a szankciókat, és tárgyalások kezdődtek a líbiai olajiparba való külföldi befektetésekről, illetve a nukleáris energia békés célú, nemzetközi ellenőrzés melletti felhasználásáról.

### Az első líbiai polgárháború
2011 februárjában a tunéziai és egyiptomi felkeléseket követően tiltakozás kezdődött a Kadhafi-rezsim ellen, amely polgárháborúvá változott, amely óvatos becslések alapján is legalább 10000 ember életét követelte. A polgárháború az ország nyugati részeit kontrolláló Kadhafi és a keleti részt ellenőrző forradalmárok közt zajlik, akiknek központja Bengázi, Líbia második legnagyobb városa .
A polgárháború 2011. március 19-én valós háborúvá vált: az Egyesült Államok, Nagy-Britannia és Franciaország az ENSZ Biztonsági tanács felhatalmazására bombázni kezdte a Kadhafi-rezsim légvédelmi egységeit, és páncélosait. A forradalmárok augusztus 20-án elérték Tripolit és három nappal később elfoglalták. Szeptember 21-én az ENSZ elismerte az új hatalmat. Az Átmeneti Nemzeti Tanács néhány településen szeptemberben még harcolt a korábbi rendszer hadseregével.
Október 20-án az Átmeneti Nemzeti Tanács katonái döntő rohamot indítottak Szurt város ellen, melynek során sikerült benyomulniuk a város még Kadhafi katonái által ellenőrzött felébe is. A harcok során Moammer Kadhafi és belügyminisztere, Abu Bakr Junisz Jabr, sőt meg nem erősített hírek szerint Szejf al-Iszlam Kadhafi is életét vesztette. Nem sokkal a diktátor halála után Szirte teljes egészében a felkelők kezére került, ezzel az utolsó líbiai város is felszabadult a kadhafista erők uralma alól, és véget ért a líbiai polgárháború.
Kadhafi halála után kiújult az ellentét Bengázi és Tripoli között, szembenállnak egymással a tengerparti és szárazföldi részek, a belső területeken beduin törzsek feszülnek egymásnak.

### A második líbiai polgárháború
Az első líbiai polgárháború követő napokban hozzálátott az új hatalom a választások leszervezéséhez.
2012. szeptember 11-én tömegtüntetés kezdődött a „Muszlimok Ártatlansága” című, egy USA-ban élő (tévesen zsidó származásúnak tartott) filmművész iszlámellenes propagandafilmje miatt. A tüntetők a bengázi amerikai konzulátus ellen vonultak, a megmozdulás pedig erőszakba torkollt. A követségre rakétavetővel lőttek, majd a tüntetők gyújtogatni kezdtek. Az akcióban Christopher Stevens amerikai nagykövet is életét vesztette. Másnap az amerikai hadsereg két rombolót vezényelt Líbia partjaihoz.
2013. november 3-án a kőolajban gazdag keleti országrész, Cyrenaica saját kormányt alakított. A helyi törzsi vezetők és a fegyveres milíciák parancsnokai föderatív állammá alakítanák át Líbiát. Haftar nyugalmazott tábornok 2014. május 16-án megtámadta a bengázi iszlamista csoportokat. Ezzel kitört a második líbiai polgárháború. 2014. szeptember 2-án megválasztották Omár el-Hászit kormányfőnek. Így az országnak két kormánya lett, hisz a keleti országrészben Abdullah al-Száni vezetésével kormányoznak. A politikai helyzet azóta sem stabilizálódott. A politikai vezetők azért nem tudnak megegyezni, mert a tobruki kormányzat egy szekuláris államot szeretne létrehozni, míg a tripoli kormányzat egy olyan államberendezkedést képzel el, ahol a vallás és politika nem válik el egymástól.
Cyrenaicában már megjelentek azok a törekvések, amelyek független államot akarnak a területen létrehozni. Délen, a Tibeszti-hegységben élő tubu népcsoport Tubuföld néven akar önállósodni Líbiától. Követelésük érvényesítésére már fegyveres mozgalom is szerveződött.

## Politika és közigazgatás

Az ország megosztottsága a 2020-as években

A 2011-es líbiai polgárháborúban Moammer Kadhafit megölték, ezután kitört a második líbiai polgárháború. 
A 2020-as években nincs az egész országot ellenőrző központi kormány; az ország feletti irányítás megosztott a tobruki Képviselőház (HoR), a Tripoliban székelő ún. Nemzeti Egység Kormánya (GNU) és támogatóik, valamint a különféle dzsihadista csoportok és az ország különböző részeit irányító törzsek között.

### Közigazgatási beosztás
2011 előtt Líbia 22 területre (sabijára) volt felosztva:
| Arab név     | Latin betűs név     | Népesség (2006) | Számozás (a térképen) |
| ------------ | ------------------- | --------------- | --------------------- |
| البطنان      | el-Butnán           | 159 536         | 1                     |
| درنة         | Darna               | 163 351         | 2                     |
| الجبل الاخضر | el-Dzsabal el-Ahdar | 203 156         | 3                     |
| المرج        | el-Mardzs           | 185 848         | 4                     |
| بنغازي       | Bengázi             | 670 797         | 5                     |
| الواحات      | el-Váhát            | 177 047         | 6                     |
| الكفرة       | el-Kufra            | 50 104          | 7                     |
| سرت          | Szurt               | 141 378         | 8                     |
| مرزق         | Murzuk              | 78 621          | 22                    |
| سبها         | Szabha              | 134 162         | 19                    |
| وادي الحياة  | Vádi el-Haját       | 76 858          | 20                    |
| مصراتة       | Miszráta            | 550 938         | 9                     |
| المرقب       | el-Markab           | 432 202         | 10                    |
| طرابلس       | Tripoli             | 1 065 405       | 11                    |
| الجفارة      | el-Dzsifára         | 453 198         | 12                    |
| الزاوية      | ez-Závija           | 290 993         | 13                    |
| النقاط الخمس | el-Nukát el-Hamsz   | 287 662         | 14                    |
| الجبل الغربي | el-Dzsabal el-Garbi | 304 159         | 15                    |
| نالوت        | Nálút               | 93 224          | 16                    |
| غات          | Gát                 | 23 518          | 21                    |
| الجفرة       | el-Dzsufra          | 52 342          | 17                    |
| وادي الشاطئ  | Vádi es-Sáti        | 78 532          | 18                    |

### Védelmi rendszer
Kötelező a kétéves hadkötelezettség 17 éves kortól, ami alól az egyetemisták felmentést kapnak. A 18 és 55 év közötti líbiai férfiak minden évben 1 hónapot kötelezően katonai szolgálatban töltenek.

## Népesség

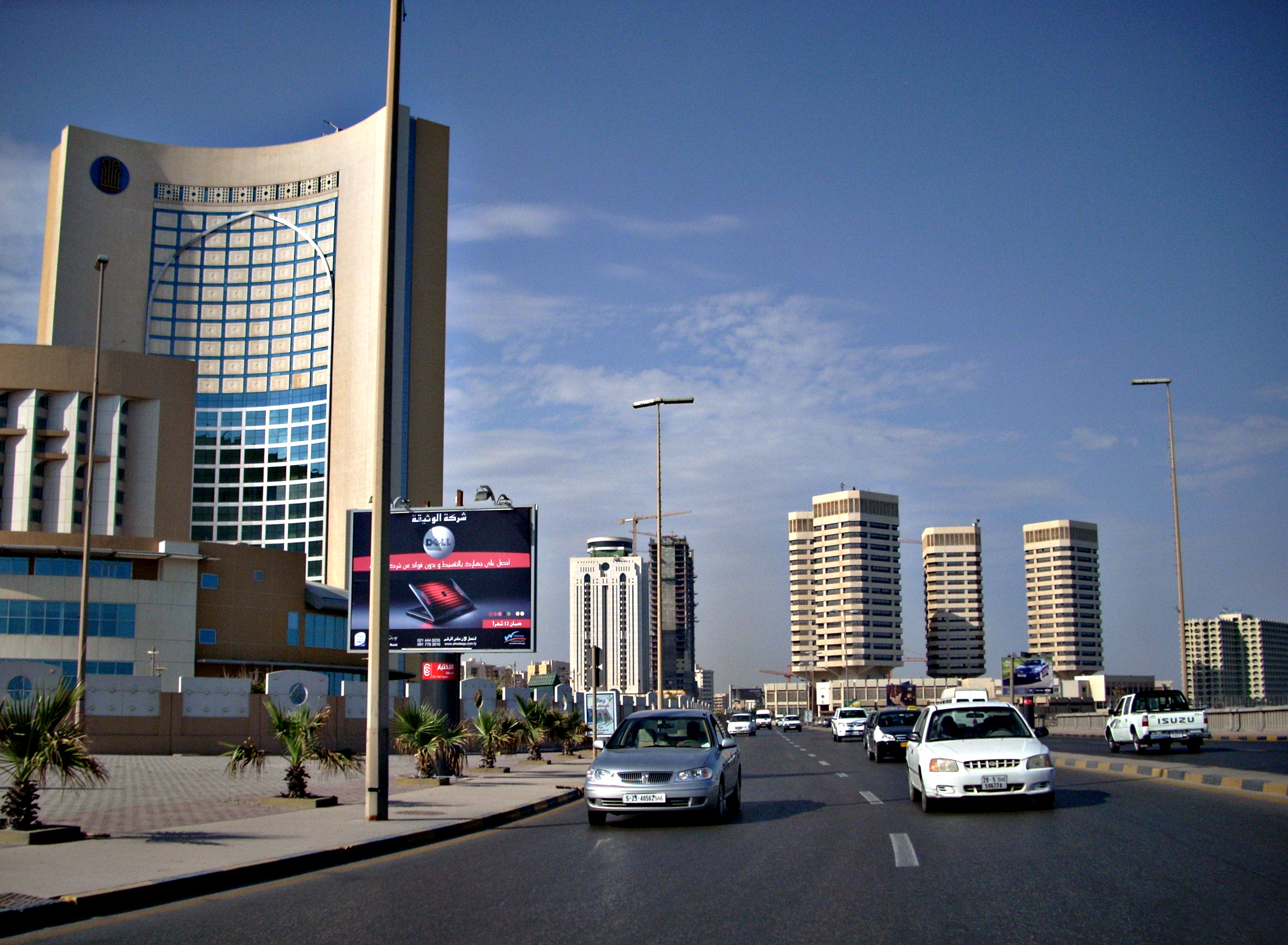
Tripoli

### Népességének változása

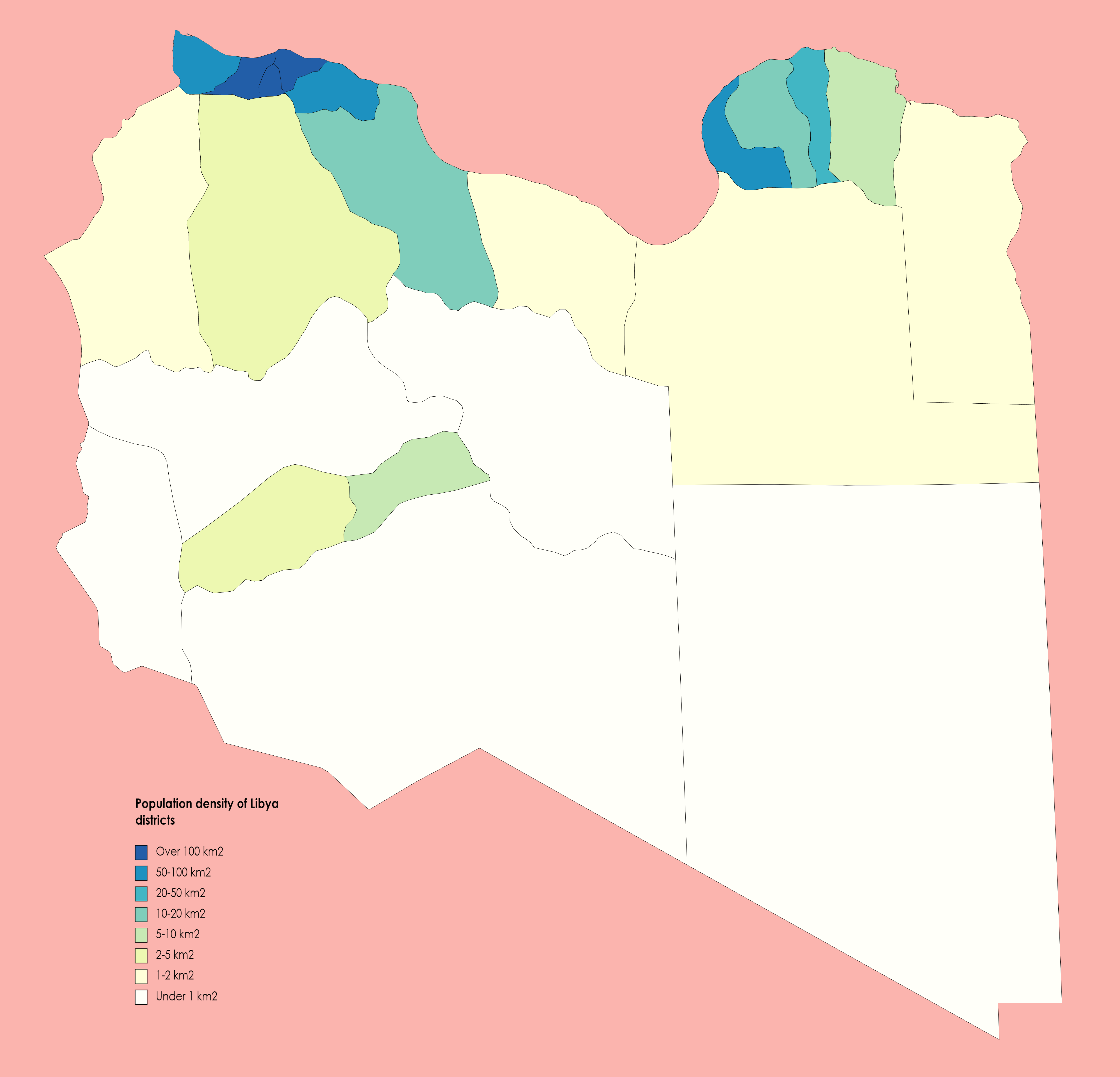
Líbia népsűrűsége 2006-ban

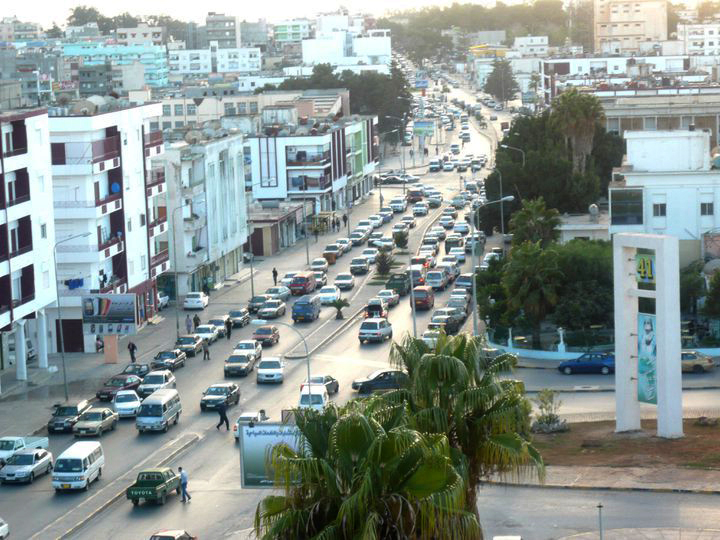
Al-Bajda egy útja

| Lakosok száma | 1 428 435 | 1 777 725 | 2 247 280 | 2 843 816 | 3 613 208 | 4 359 515 | 4 924 347 | 5 422 612 | 5 964 325 | 6 678 567 |
|               | 1960      | 1966      | 1972      | 1978      | 1984      | 1991      | 1997      | 2003      | 2009      | 2018      |

### Általános adatok
A népességnövekedési ráta adatai 2,41%. A várható átlagos élettartam magas, 76 év. A csecsemőhalandósági ráta 27,9‰.
Munkanélküliség: 30% (becsült adat, 2010. március).
A lakosság 85-90%-a városokban él, az olajból eredő gazdasági fellendülés előtt ez legfeljebb 25% volt.

### Legnépesebb települések
A fővárosban, Tripoliban (arabul Tarabulus, helyi ejtés szerint Trables) közel 1 800 000 fő él.

### Etnikai megoszlás

Líbia népcsoportjai

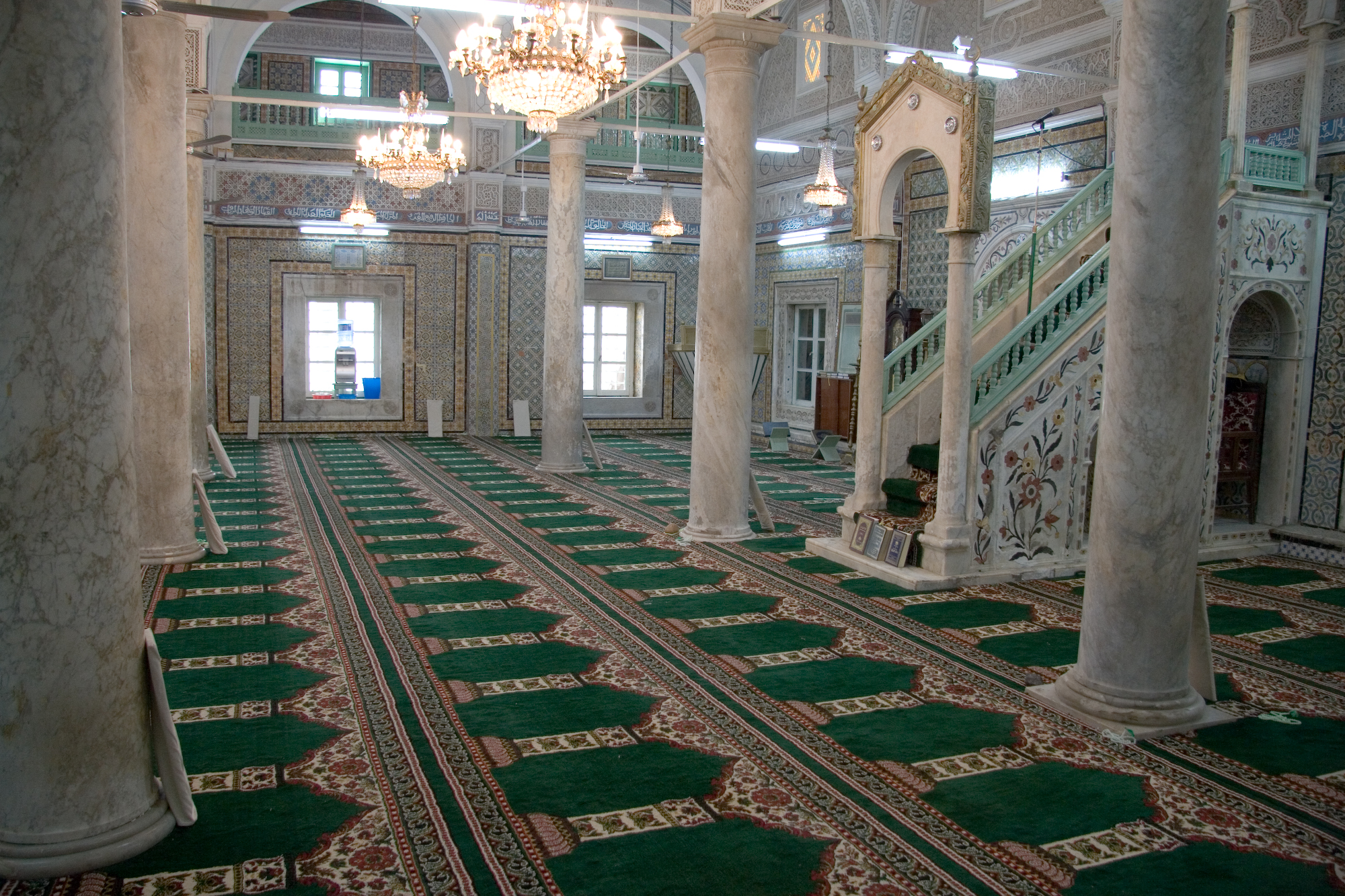
Mustafa Gurji mecset belseje Tripoliban

A lakosság többsége (több mint 90%) arab. A berberek aránya kb. 5% (becslés), A fennmaradó közel 5% lakosság többsége fekete afrikai, kisebb része európai (olasz, máltai, görög) és egyéb (török, indiai, pakisztáni) származású.
Jelentős, de létszámban elenyésző a tuareg (nyugaton és DNy-on) és a tubu (délen és DK-en) népcsoport.

### Nyelvi megoszlás
A hivatalos nyelv az arab. A nagyobb városokban sokan megértik az olasz és az angol nyelvet. Ezenkívül még 3 berber nyelv beszélt az országban:
- Nafusi (101 000 fő)
- Ghadames (42 000 fő)
- Tamascheq (Tuareg) (17 000 fő)

### Vallási megoszlás
A lakosság vallásai: iszlám szunnita (közel 97%), keresztény (közel 3%).

### Szociális rendszer
A társadalombiztosítás kiterjedt az ingyenes egészségügyi ellátásra, a nyugdíjakra s az özvegyi és árvasági nyugellátásra.

## Gazdasága

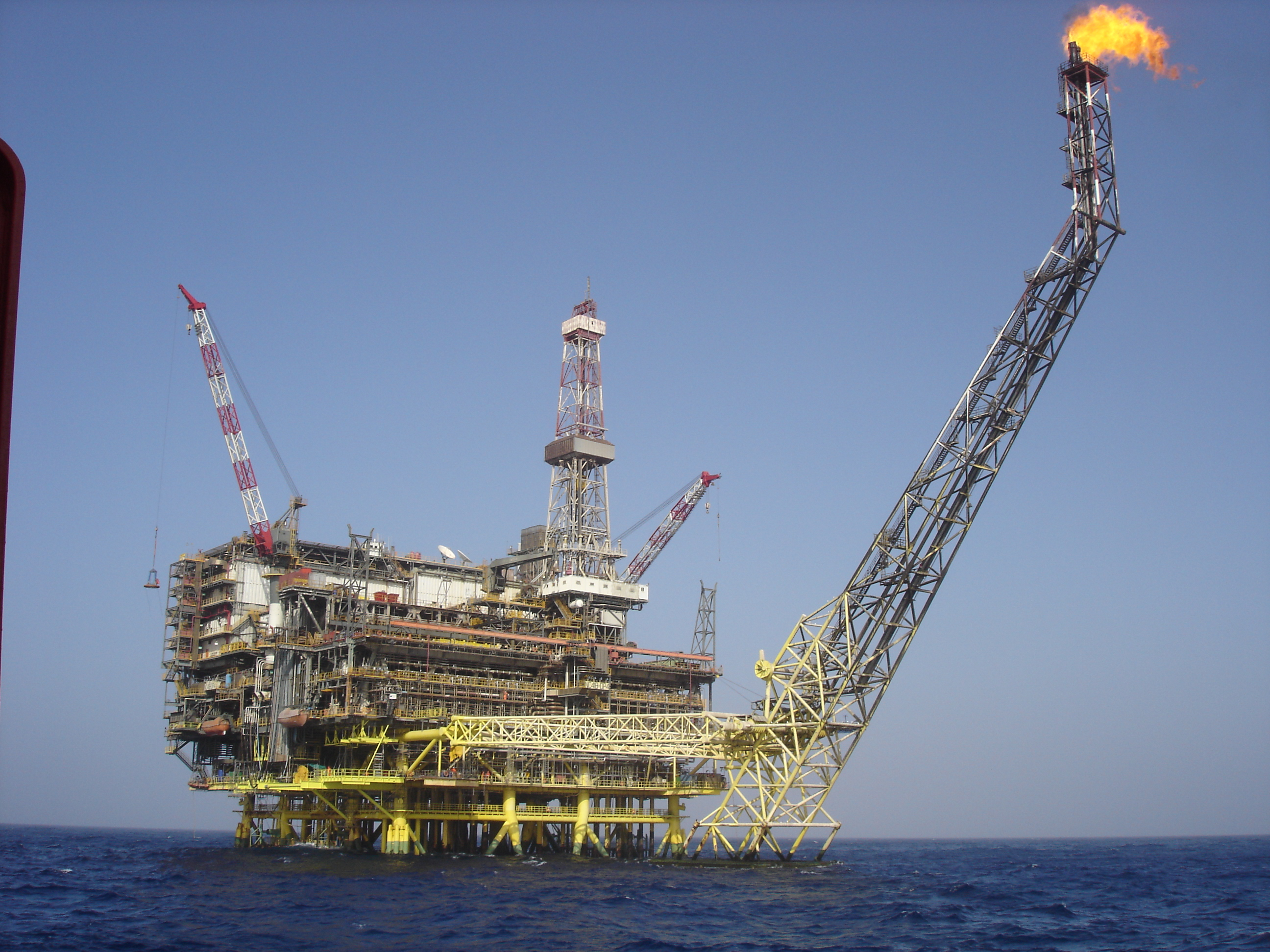
Olajfúró torony a Földközi-tengeren, Bouri-olajmező

Földünk egyik legszegényebb országa volt. Gazdasági növekedését az 1960-as évek elején meginduló kőolajbányászatnak köszönheti. Ma Afrika leggazdagabb országának számít. Gazdaságának alapját az állami tulajdonban lévő szénhidrogének bányászata és kivitele jelenti, amelynek bevételei a GDP-nek 1/3-át teszik ki. A líbiai kőolaj kiváló minőségű, a rablógazdálkodás elkerülése végett a termelés az 1970-es évek maximumához képest felére csökkent. 2007-ben exportja 94%-át ez jelentette.
1971-re a népi szocializmus antiimperialista eszméinek megfelelően, valamint a "zakat állami szedésének" bevezetésével valamennyi nagyobb vállalat közvetlen állami tulajdonba került.
Silvio Berlusconi olasz kormányfő 2008 augusztusában megállapodott Kadhafival az 1911-től 1943-ig tartó gyarmati korszak kártérítéséről, így Olaszország 25 év alatt 5 milliárd dollárt fizet ki olasz cégek líbiai befektetései formájában. Líbia az első arab ország, amely ilyen jellegű kártérítést kap, sem Franciaország, sem Nagy-Britannia nem hajlik hasonló akcióra.
A GDP 1983 és 1988 között 40%-kal esett vissza. A hét évig tartott ENSZ embargó gazdasági kára Líbia számára becslések szerint 30 milliárd  USDt tesz ki.

### Pénzügy
A kormány tartaléka 65 milliárd USD (2010. jan.)
Az ország devizatartaléka 2012-ben 123,5 milliárd dollárt tett ki, amely 2017-re 67,5 milliárd dollárra csökkent. A költségvetés hiány 2016-ban 20,3 milliárd dinár volt, majd 2017-ben ez 10,6 milliárd dinárra (7,85 milliárd amerikai dollárra) csökkent.
2016-ban a költségvetés bevételének 86 százalékát adó kőolajból 4,8 milliárd dollár folyt be. 2017-ben az ország már 14 milliárd dollár bevételre tett szert a kőolaj bevételekből.

### Mezőgazdaság

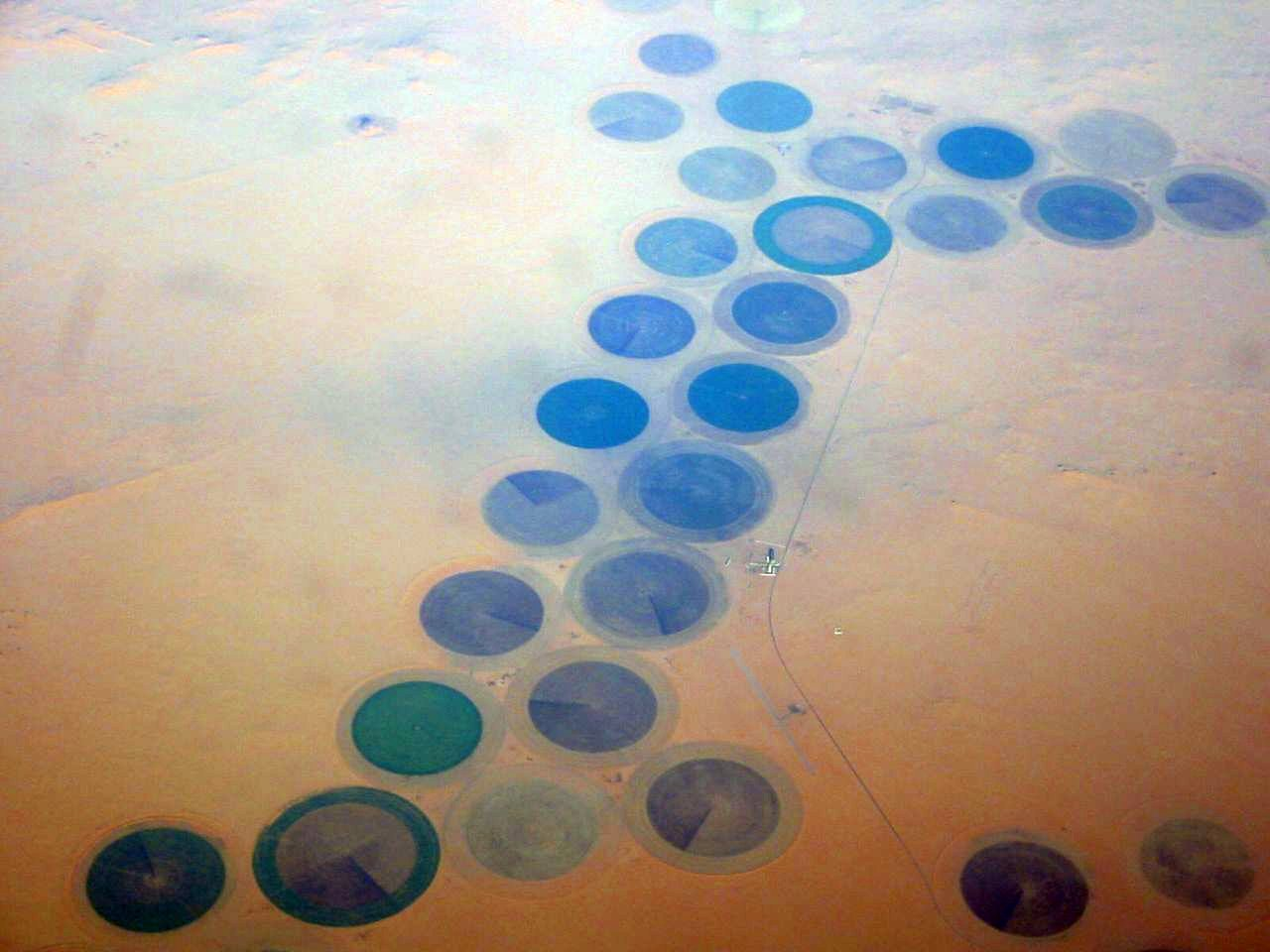
Kör alakú öntözött területek a sivatagban, a magasból nézve. Kufra

Nagy erőfeszítéseket tettek az importtól való függés csökkentése érdekében az öntözéses oázisgazdálkodás kiterjesztésére, amely ma a világ egyik legdrágább mezőgazdasága. Fő terményei a búza, a datolya, a citrus- és gyümölcsfélék, továbbá az olívabogyó.
A munkaerő 17%-át foglalkoztatja a mezőgazdaság, de az összterületnek csupán 1%-án folyik növénytermesztés. Megművelhető földek csak a Dzsifára-síkságon, a Nefúsza- és az Akdar-hegység alacsonyabb lejtőin, valamint Barka vidékén vannak. A hegységekben fügét és más gyümölcsöket, olajfát, szőlőt nevelnek. A sivatagi oázisok fő terménye a datolya, de megtalálhatók más gyümölcs-, zöldség-, gabonafélék is. Datolyatermelése a világon a 9. helyen áll (2007-es adat).
A nomád állattenyésztés (kecske, juh, teve) színtere a száraz sztyeppék.
Napjainkban az ország területének csak 8%-át használják legelőnek, de a kőolaj felfedezése előtt a pásztorkodáson alapult a gazdaság. A fő kiviteli cikk a bőr, az irha és a gyapjú volt. Kb. 4,4 millió juhot, 800 ezer kecskét, 100 ezer szarvasmarhát, 17 millió háziszárnyast tartanak. A fontosabb teherhordók a szamarak és a tevék. A partvidéken tejgazdaságok vannak.
Az élelmiszerellátását 75%-ban importból fedezi.

### Ipar

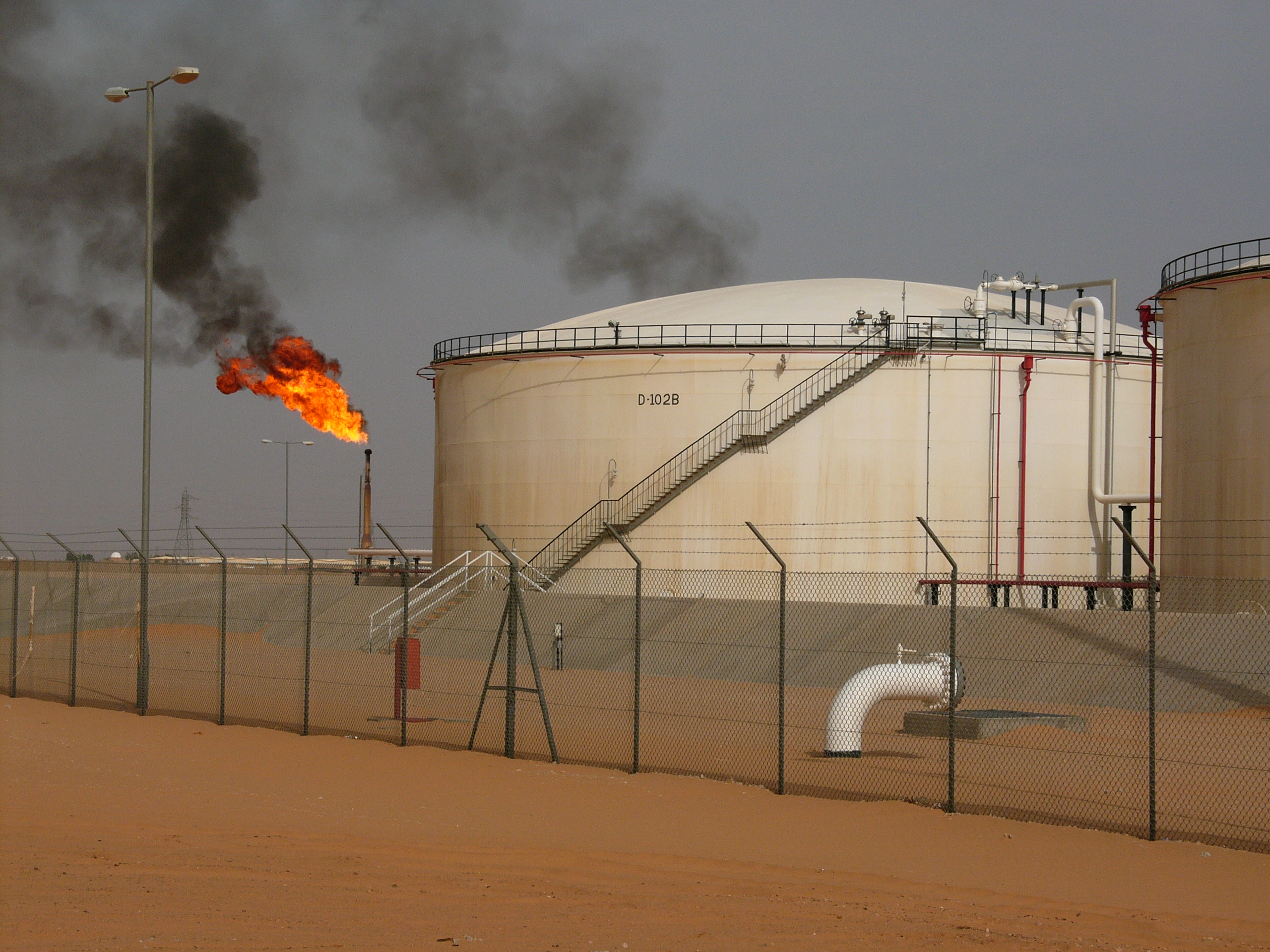
Kőolajtartály líbiai olajmezőn

Ipara a mezőgazdasági termékek feldolgozása mellett főként a kőolaj feldolgozásán alapul. Az olajfinomítók, földgáz-cseppfolyósító berendezések és petrolkémiai üzemek mellett van bútor-, építőanyag- és élelmiszeripar. Hagyományos a textil- és bőrfeldolgozó ipar.

### Kereskedelem
A GNP értéke: 40 milliárd USD. A GNP/fő értéke: 7600 USD. A GDP szektorális megoszlása: mezőgazdaság 7%, ipar 47%, szolgáltatás 47%. A külkereskedelem mérlege jelentős aktívumot mutat, a kivitel értéke több mint másfélszerese a behozatalnak. Exportja döntően kőolajból, földgázból és ezekből gyártott termékekből áll (az összes export 98%-a). Behozatalában a gépek, berendezések, feldolgozóipari termékek mellett az élelmiszereké a vezető szerep. Olaszország máig az ország legfontosabb külkereskedelmi partnere (exportjának több mint 40%-át, importjának több mint 25%-át adja).
Exportja főként az alábbi országokba történik: Olaszország, Németország, Törökország, Franciaország, Spanyolország, Belgium, Románia.
Ezekből az országokból importál: Olaszország, Németország, Franciaország, Nagy-Britannia, Japán, Dél-Korea.

### Egyéb ágazatok
Az éves halzsákmány (tonhal, pérhal, szardínia) nem haladja meg a 9000 tonnát. A főbb halászkikötők Zuvára, Miszráta és Homsz.

## Közlekedés
Az országban nincsenek vasutak, a szilárd burkolatú utak hossza kb. 45 ezer km. A legfontosabb országút a parton fut, és Tripolit köti össze Bengáziával, nyugaton Tunézia, keleten Egyiptom felé folytatódik. Egy másik főút Tripoliból vezet délre, Szabhába. Modern utakat építettek a kőolajmezőkre és a nagyobb oázisvárosok, így el-Kufra felé. A csővezetékek nélkülözhetetlen szerepet töltenek be a kőolaj, a földgáz és az édesvíz szállításában. Részben már megépült a Nagy Emberalkotta Folyó, amely a Szahara alatti víztartó kőzetrétegekből vezeti a vizet a parti városokba. Ennek a mélységi édesvízkészletnek azonban nincs utánpótlása, így ez sem jelent végleges megoldást.
Az öt nagy kőolajkikötő mellett (ebből négy a Sidra-öbölben és Tobruknál) a legfontosabb tengeri kikötő Tripoli és Bengázi. Nemzetközi repülőtér is e két városban van.
Líbiában jobb oldali közúti közlekedés van.
A megengedett sebességhatárok személyautók számára:
- 100 km/h: autópálya
- 85 km/h: főútvonal
- 70 km/h: mellékútvonal
- 50 km/h: településen belül

Teherautók számára a fenti viszonyokon: 65, 60, 50, 30 km/h a megengedett. Ezek betartását alig ellenőrzik, ezért az autósok nem is tartják be, mindig a lehetséges legnagyobb sebességgel próbálnak haladni.
A parkolási tilalmat szigorúan ellenőrzik és büntetik. Tripoliban az ünnepek alkalmával tiltottá váló területekről az autókat elvontatják.

## Telekommunikáció
| Hívójel prefix | 5A |
| ITU zóna       | 38 |
| CQ zóna        | 34 |

## Kultúra

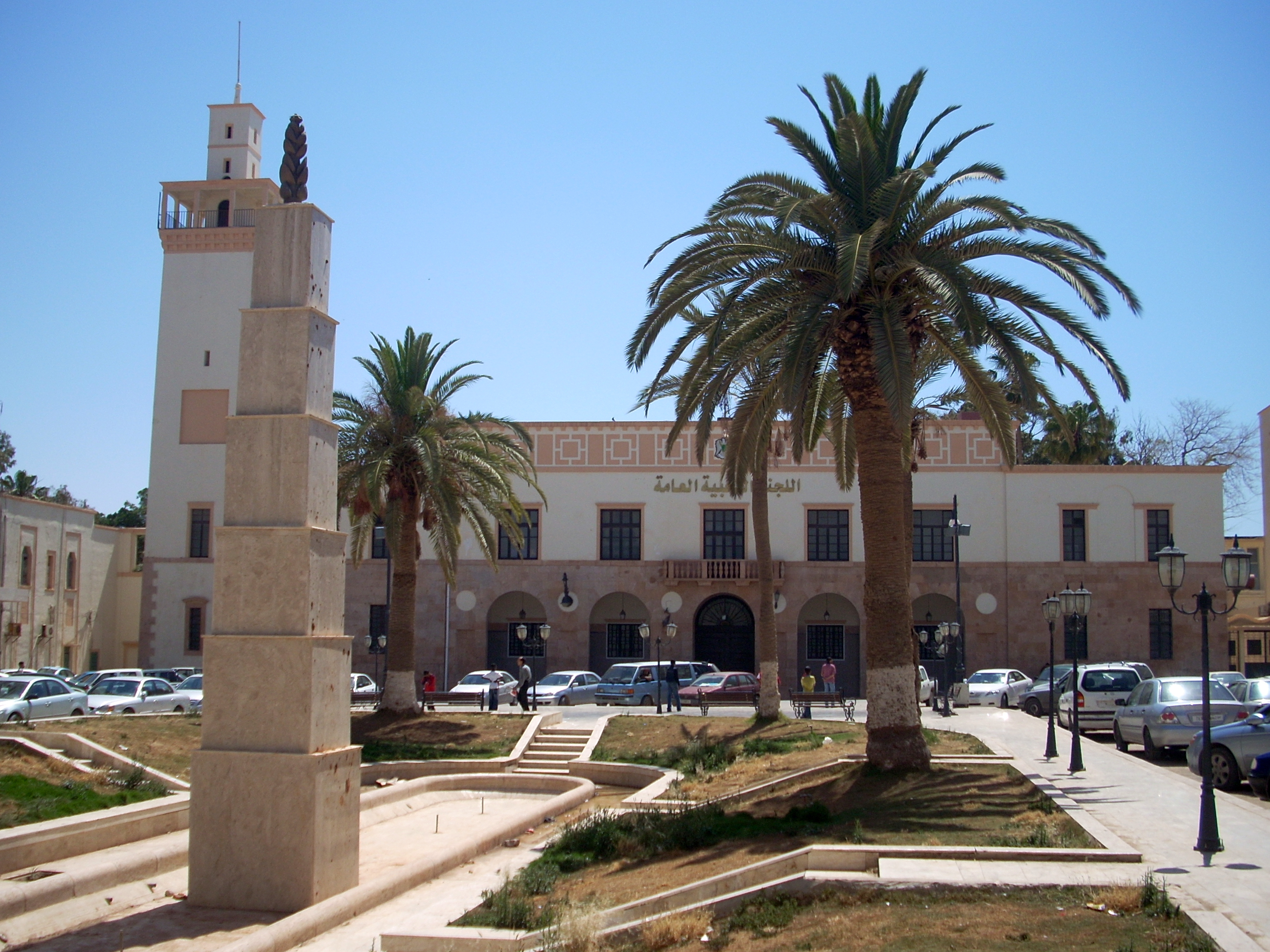
Bengázi egyeteme, University of Libya

A líbiai emberek nagy általánosságban barátságosak egymással és a külföldiekkel. Ennek egyik oka, hogy viszonylag kevés turista keresi fel az országot. Jellemző a tolerancia, a diszkréció és a találékonyság. Ez utóbbinak az országgal szemben évekig fennállt gazdasági embargó az oka, mert ezen időszak alatt a líbiaiak azokat az alkatrészeket használták fel és alakították át, ami rendelkezésükre állt. Ez elsősorban a műszaki vonatkozásokra igaz, azon belül az autókra, amik javítását ilyen házilagosan átalakított alkatrészekkel oldották meg a szervizek.
A líbiaiak kötődnek a szülőföldjükhöz, szeretik a hazájukat, büszkék rá és nem szeretnék elhagyni, még nehézségek idején sem (sok afrikai ország lakói Európában vagy máshol keresik a boldogulásukat).
A líbiaiak számára fontos a család és a rokonság. Számukra sokat jelent, ha bővebb családjukkal összegyűlnek a szabadban és közösen megünnepelnek egy családi eseményt.

### Oktatási rendszer
Általános tankötelezettség 6-tól 12 éves korig van. Ezután 6 éves középiskola következik, majd az egyetemi képzés, ami a líbiaiak számára szintén ingyenes. Az analfabéták aránya ennek ellenére 18%. Egyetem Tripoliban, Bengáziban és Szabhában van.

### Kulturális világörökség

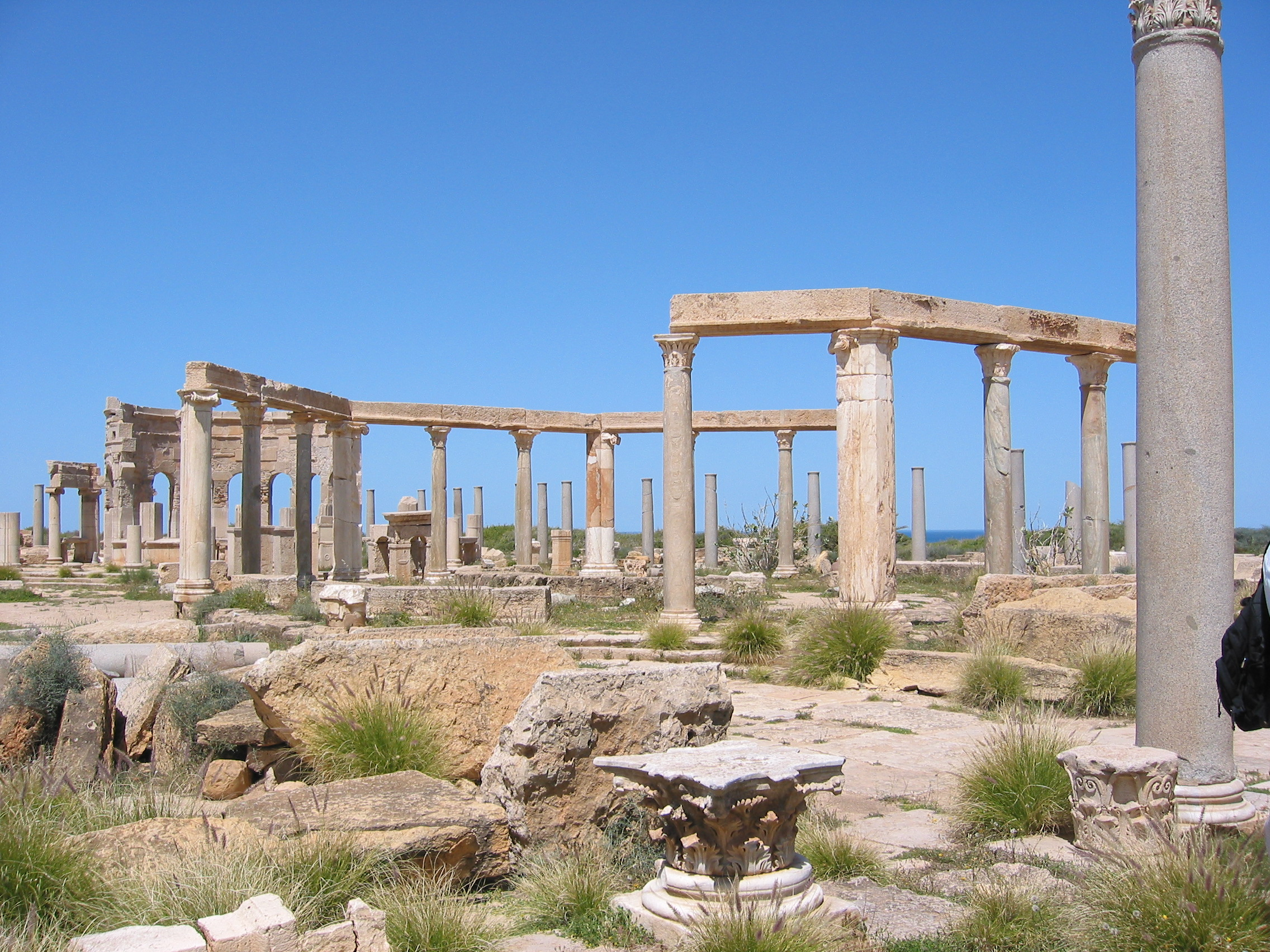
Leptis Magna romjai

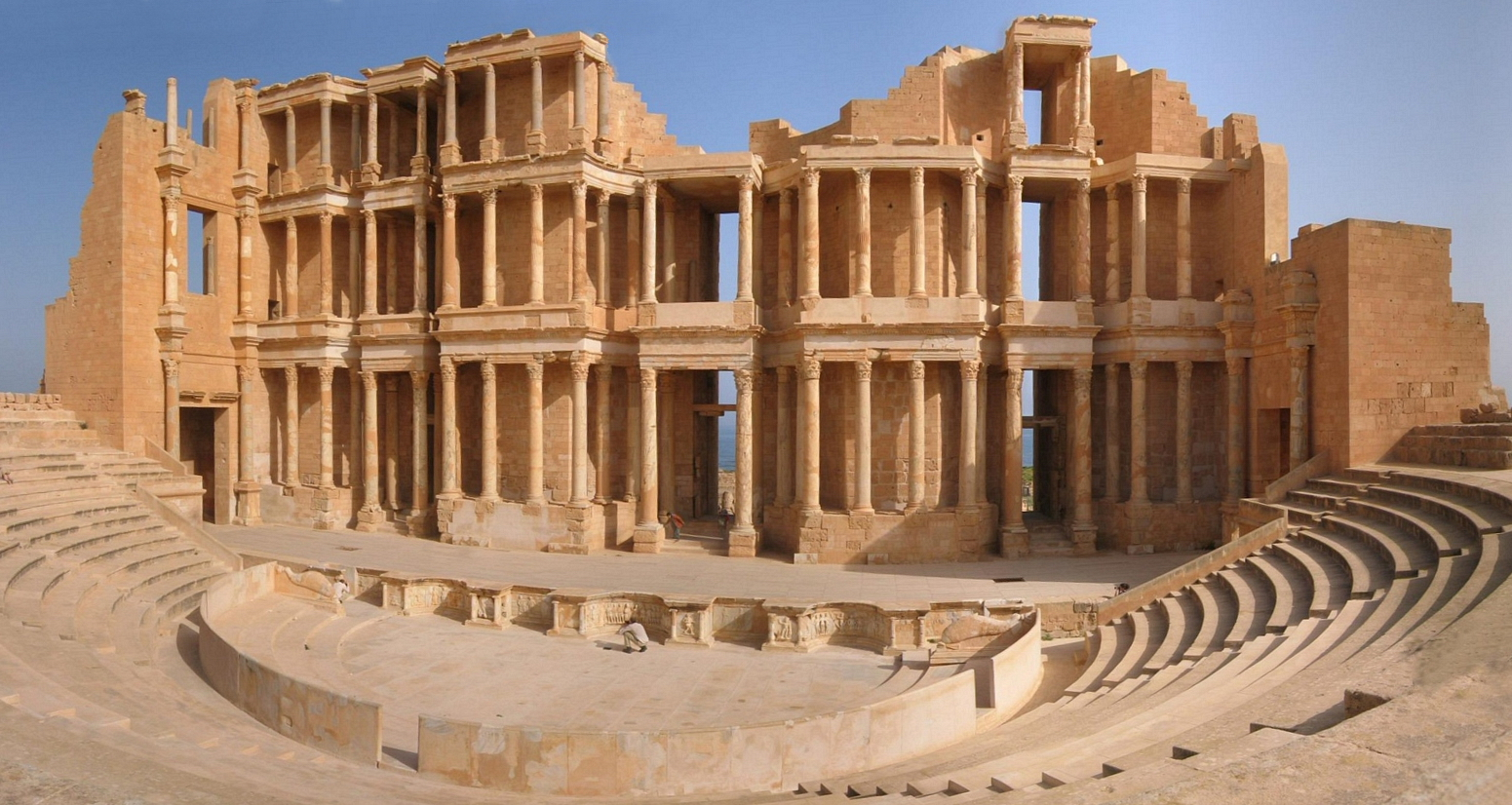
Szabráta ókori színháza

A múltban Líbiában több volt a víz, mint ma. Ezért nagyon korán éltek itt emberek. Ha politikailag nem is tartozott hozzá, de elért ide Egyiptom kulturális befolyása. Idővel a partvidéken letelepedtek föníciaiak, görögök, majd rómaiak, később arabok. A sivatag megőrizte mindezen népek nyomait.
Az UNESCO szerint a világ kulturális örökségéhez tartozik:
- Leptis Magna régészeti lelőhelye;
- Szabráta régészeti lelőhelye;
- Küréné (Cyrene) régészeti lelőhelye;
- Tadrárt Akákúsz sziklafestményei;
- Gadámesz óvárosa.

### Hírközlés
16 AM, 3 FM, 1 rövidhullámú rádióállomás, 12 tévéadó. Ezek mind állami tulajdonban vannak.
A vezetékes telefonvonalak száma 850 000 (2005-ös becslés), a mobiltelefont használók száma 4,5 millió (2007-es becslés).
A hotelekben külföldi tévécsatornákat is lehet nézni (CNN, BBC World, továbbá olasz, francia és német csatornákat). Rövidhullámon a BBC World Service (15,070 MHz és 12,095 MHz) és más európai rádióadók is foghatók.
A helyi tévéadók a francia SECAM rendszert alkalmazzák, amit korábban a kelet-európai országok is (köztük Magyarország) használtak.

### Művészetek
Zene
A hagyományos líbiai zene gyakran valamilyen különleges tánchoz kapcsolódik, amit ünnepi alkalomból adnak elő.
Jellegzetes hangszer a klarinét-szerű gíta (különösen az ország északnyugati részén), a nei (lágy hangú fuvola) és a zukra nevű bőrduda (főleg nyugaton és délen). Az ország keleti részén a zukra kisebb és nem tartozik hozzá tömlő.
A legismertebb zenei forma a mriszkávi, ez sok líbiai dal szövegét támasztja alá. Modernizált formájában tangóharmonikán adják elő, gyakran szerdán éjszaka, esküvő előtt (ez főleg észak Líbiában elterjedt szokás). Az esküvő ünneplésekor, rendszerint csütörtök éjszaka a maluf nevű zenét játsszák. Ezt a mórok hozták magukkal Andalúziából, miután onnan kiűzték őket a 15. században. A malufot nagyobb számú énekes adja elő, akik általában ülnek, és vallásos vagy szerelmi témájú dalokat énekelnek. Az ilyen énekkarokat nagyon kedvelik.
Szintén hagyományos, énekes zene az alám, amit általában két ember ad elő: egyikük egy rövid, szívhez szóló kijelentést tesz, a másik pedig hasonlóképpen válaszol rá és ez így folytatódik.
A köztudatba 2005-ben került be a tuareg zene fogalma, az akkor ismertté vált Tinariwen tuareg együttes révén. Ők Mali északkeleti részéről, a távoli Kidal régióból származnak.
A modern zene Líbiában jól ismert képviselője Mohammed Hassan, aki érzelmes dalokat ad elő. Hasonló énekes Mohammed Sanini. A leginkább kedvelt női énekes Salmin al-Zarouq.

### Hagyományok, néprajz
Líbiában hosszú időn át törzsek éltek, amelyek tagjai rokonságban álltak egymással, egy adott földterületen legeltették az állataikat, művelték a földet és óvták a víz forrását. Így a földhöz való erős kötődés alakult ki, amik súrlódásokhoz vezettek az egyes törzsek között, ezeket azonban igyekeztek erőszak nélkül, tárgyalásokkal megoldani. Az egyes törzsek megvédték a fennhatóságuk alatt álló személyeket és a területüket. Ez az összetartás ma is megvan a bővebb családon és rokonságon belül. Az összetartás fontosságát az országgal szemben fennállt gazdasági embargó tovább erősítette.
Tripolitania és Cyrenaica területén a legtöbb törzs visszavezeti az eredetét Bani Hilalig, vagy Bani Szalimig (másképpen Bani Szulajm). Azok a törzsek, akik őse Bani Szalim, a szaadi nevet alkalmazzák magukra („uralkodó törzsek”).
Cyrenaicában, ahol erősek a törzsi hagyományok, a két fő szaadi a Gerbana és a Harabi. Az ezeken kívüli törzseket marabatin névvel illetik, ezek népességének legtöbbje arab és berber keverék.
1969 szeptemberétől, amikor a pán-arab nacionalizmus lett az uralkodó ideológia, a törzseket gyanús szemmel kezdték nézni, mint akik a haladás és a nemzeti egység útjában állnak.
Bár a nők elvileg egyenlő jogokkal és lehetőségekkel rendelkeznek, a politikai hatalomban és a gazdasági életben is túlnyomórészt férfiak vannak vezető pozícióban. Otthon, ha a családhoz vendégek érkeznek, a férfiak és a nők külön ülnek le és külön étkeznek, és a nők többsége fejkendőt hord.

### Építészet

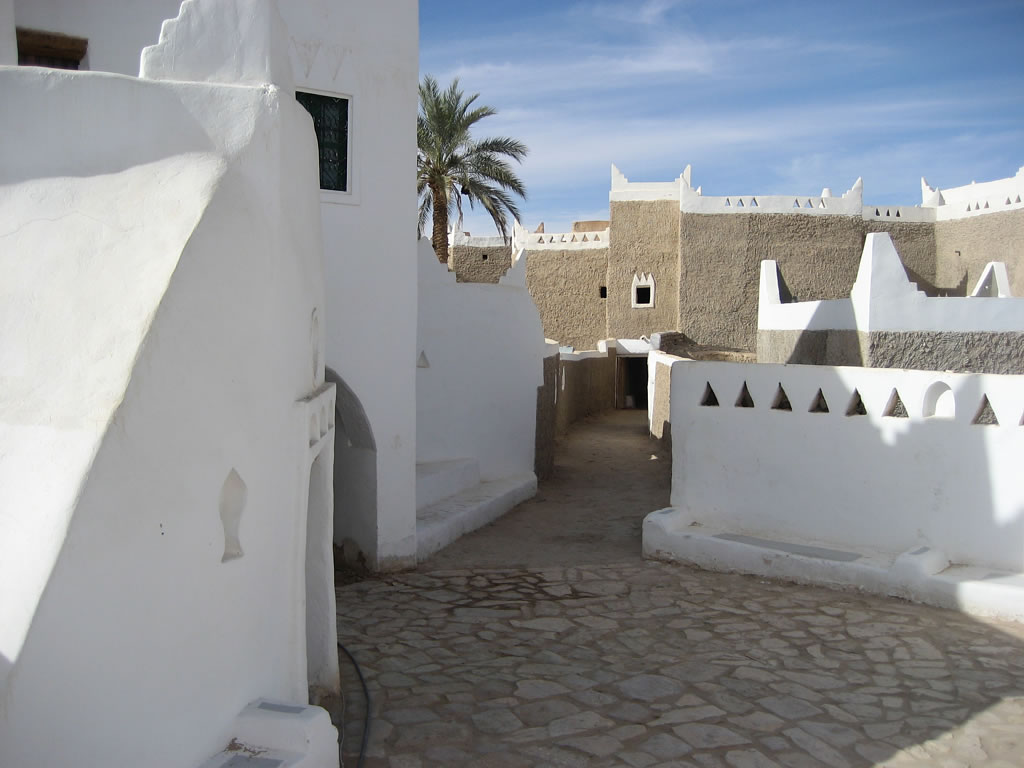
Gadámesz óvárosa

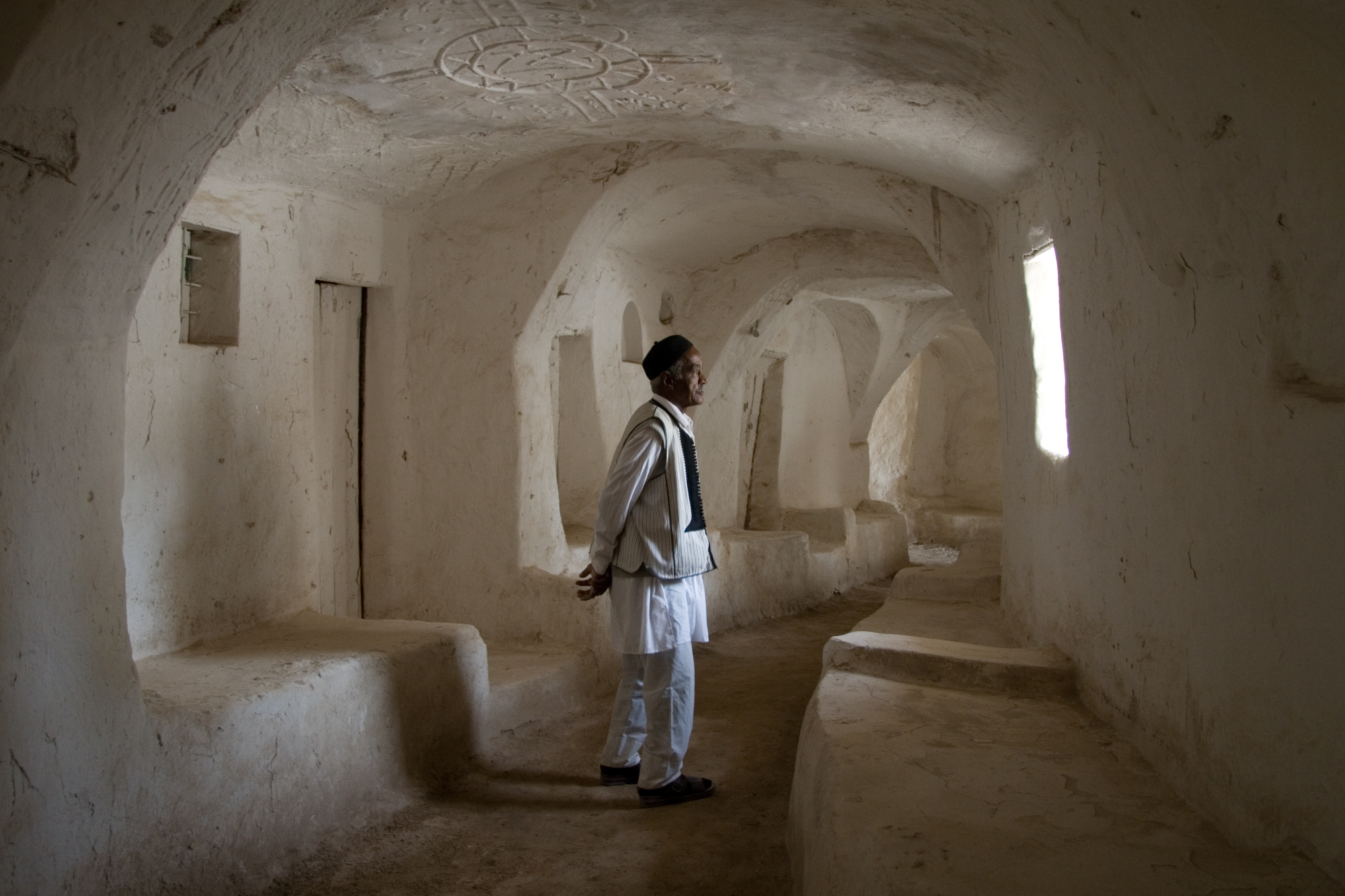
Hagyományos épület belseje Gadámesz oázisvárosában

A hagyományos építészetet az éghajlat és a földrajz határozta meg. Az ókori berberek olyan épületeket építettek a hegyekben, amik kihasználták a helyi adottságokat és védhetőbbé tették őket. A sivatagban élők a zord környezet ellen védekeztek. Líbia öröksége a földjét az idők során leigázó hódítók építészete, itt a római, a görög és a bizánci építészet maradványai is megtalálhatók.
Berber építészet

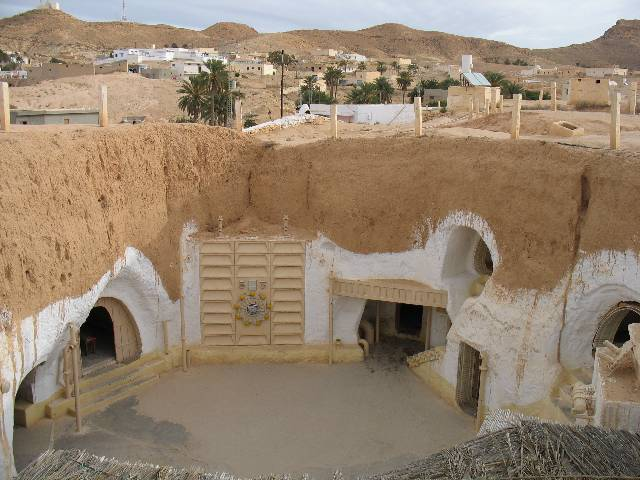
Földbevájt berber épület
(Matmata, Tunézia)
A Csillagok háborúja filmsorozatban a Tatuin bolygón Luke Skywalker otthonaként jelent meg

Sajátos líbiai építmény a berber kaszr (szó szerint: kastély, valójában megerősített magtár), ezek Dzsebel Nafuszában találhatók (angolosan: Jebel Nafusa). További kaszr található Kaszr al-Hadzs (Qasr al-Haj), Kabav (Kabaw) és Nalut településeknél. Némelyik már a 12. században megvolt.
A berber építészet másik jellegzetessége a damu, ez a földbe süllyesztett lakhely. A tüzes nyarak, a hideg telek és a külső támadások ellen egy kb. 10 méter átmérőjű, kör alakú üreget vájtak a földbe, ami néha három emelet mélységű volt. Ez volt a lakhelyek közös udvara, a lakásokat ennek falába vájták. A lakásokban konyha, nappali és tárolóhelyek is voltak. A lakhelyeket a felszínről alagúton közelítették meg.
Szaharai építészet
A sártéglákból álló épületek jól ellenálltak a durva sivatagi éghajlatnak. Ghadames-ben az ottani lakosok egy része szívesen költözik nyáron a légkondicionált épületeiből a „régi város”-ba. A szaharai elhagyott medinákban azonban az ilyen épületek tönkremennek, ilyenek láthatók például Ghat-ban. Az épületek lapos teteje pálmaágakkal van lefedve, ami gondozás híján hamar tönkremegy.
Olasz építészet
Az olasz építészeti stílus a gyarmatosítás következménye. A tengerparti nagyvárosokban jellemző, elsősorban Tripolira, de Bengáziban is ilyen a régi városháza. A part mentén, Tripoli és Miszrata között olasz stílusra jellemző, elhagyott templomokat vagy farmokat lehet látni.
Iszlám és oszmán építészet
A mecsetek többsége még az oszmán időkben épült. Vékony minaretjeik néha nyolcszögletűek. Tripoli oszmán mecsetjei, például az Ahmed Pasha Karamanli mecset, a Draghut mecset és a Gurgi mecset szép példái a mozaikberakásoknak és fafaragásoknak. Ezek a mecsetek az észak-afrikai magreb-stílust képviselik. Kisebb, gazdagon díszített kupolák veszik körül a nagyobb kupolát, ami az imaterem fölött áll. Az imatermet gyakran sűrűn álló oszlopsor veszi körül. Sok mecsetnél anadalúziai hatás is megfigyelhető, például az elegáns ívek alkalmazásában.
A modern iszlám építészet kevésbé tér el más országokétól, jellemző a homokkő, a márvány gyakori alkalmazása. Ennek egyik példája a Szidi Abduszalam mecset és mauzóleum Zlitenben, az Új mecset Ghadames-ben és a Maszdzsed Dzsamal Abdel Nasszer Tripoliban (Masjed Jamal Abdel Nasser).
Az iszlám építészet legrégebbi megmaradt példányai a sivatagban lelhetők fel. Szokatlan formájú az Al-Kabir mecset és Mohamed próféta követőinek síremléke Avdzsilában (Awjila), amiknek kúpos, piramis alakú kupoláik vannak.
A fezzani, népies stílusú mecseteknek nincs udvaruk és az imaterem fölött szinte háromszög alakú, szudáni stílusú minaret magasodik. Ilyenek találhatók például Murzukban és Ghatban.

### Gasztronómia
Helyi különlegességek:
algarra – bárány vagy tengeri élőlény húsát magas hőfokon megsütik egy lezárt amforában, melybe ízesítésként menta, bazsalikom, paradicsom és zöldpaprika kerül; az amforát a vendég asztalához viszik, és egy kalapáccsal összetörik.
bourdim – homokgödörben lassan sütött hús
fitaat – lencse, birkahús, hajdina tésztában kisütve; közös tálból, kézzel eszik
rishda – cérnatészta-módra készült metélt tészta csicseriborsóval, paradicsommal és karamellizált hagymával
asz-szida – liszt, sós vízben főzve; olívaolajjal, datolyalével vagy lekvárral fogyasztják; különleges alkalmakkor szolgálják fel – ilyen például Mohamed próféta születésnapja
bszisza – finomra összeőrölt magokból készült kenyér, amit olajjal összekevernek; reggelire fogyasztják vagy tea mellé (nyugat-Líbia)
oszban – juh gyomrát megtisztítás után megtöltik rizzsel, fűszerekkel, májjal, vesével és más húsokkal, majd gőz fölött párolják vagy lében kifőzik
zumejta – vízben és olajban megfőzött árpa

## Turizmus

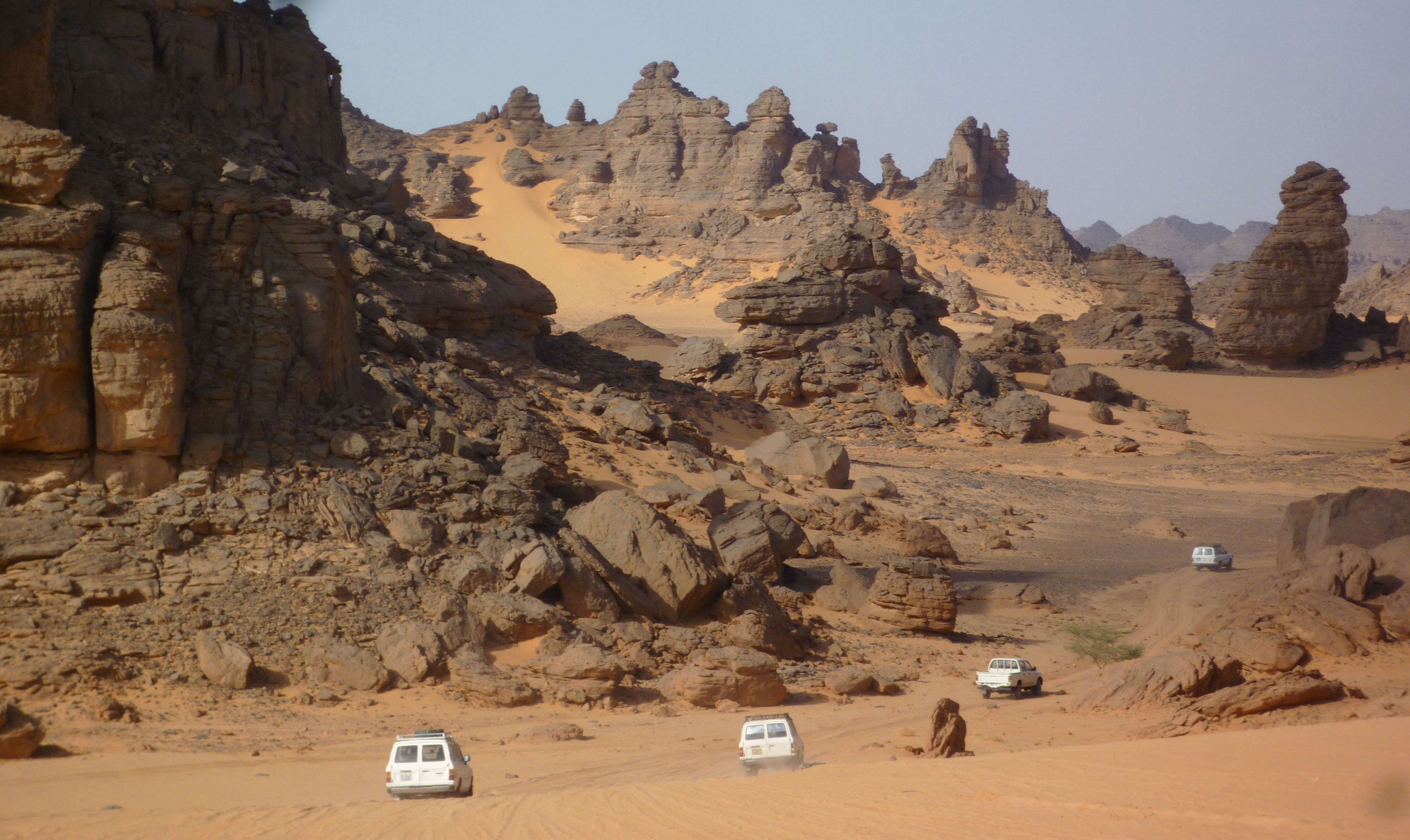
Tájkép az Akkakusz-hegységben

### Ajánlott oltások
Az Egészségügyi Világszervezet (WHO) ajánlása szerint a célországtól függetlenül beutazás előtt időben érdemes rendelkezni oltással az alábbi betegségek ellen:
- diftéria
- tetanusz
- kanyaró
- rubeola
- gyermekbénulás
- hepatitis-B

### Belépés az országba
Repülőgépen három helyen lehetséges: Tripoli, Bengázi és a kisebb forgalmú Szebha repülőtéren. Kelet-Európából a bulgáriai Szófiából induló Hemus Air, vagy a belgrádi JAT Yugoslav Airlines gépei a legközelebbiek.
Közúton, tömegközlekedési eszközzel, vagy saját járművel Egyiptom vagy Tunézia felől. A szárazföldi határok a többi ország irányából (Algéria, Niger, Szudán, Csád) gyakran zárva vannak.
Hajóval is lehet, ha annak egyik úticélja Líbia. Rendszeres hajójárat nincsen.
2005-ben a líbiai kormány olyan intézkedést hozott, hogy az egyéni beutazóknak fejenként 500 LD készpénzzel kell rendelkezniük. Ezt a szervezetten utazókkal szemben nem ellenőrzik, mivel ők az utazás minden költségét előre kifizették. Az intézkedést elsősorban a szub-szaharai övezet országaiból illegálisan bevándorlók ellen hozták.
A belépő útlevelének még legalább 6 hónapig érvényesnek kell lennie.

### Vízum
Líbiába magánemberként csak vízummal lehet beutazni, amit líbiai utazási iroda meghívása alapján lehet megszerezni az utazás megkezdése előtt legalább 1 hónappal. Az engedély igénylésekor meg kell jelölni az utazás dátumát, tervezett útvonalát és az országba való belépési pontot. Személyes intézés esetén a vízumot vagy az utas kiinduló országában található líbiai követségen adják át, vagy az országba való érkezéskor. Ekkor fel kell mutatni az utazási iroda és a hatóság arab nyelvű jóváhagyásának másolatait. Külföldi utazási iroda általában elvégzi a vízum beszerzésével kapcsolatos eljárást, nekik csak az utazó útlevelének adataira van szükségük.
A vízum kiadásával kapcsolatban néhány korlátozás van érvényben. Nem kaphatnak vízumot izraeli állampolgárok, illetve olyanok sem, akiknek útlevelében izraeli bélyegző látható. Az ENSZ embargó idején az Egyesült Államokból való beutazást sem engedélyezték.
Az utazónak az országba érkezés után 7 napon belül regisztrálnia kell magát az útlevélirodákban (dzsavazzat). Ennek elmulasztása esetén legalább 50 LD a büntetés. Ezt a regisztrációt általában az utazási iroda elintézi. Az országon belüli utazás csak líbiai idegenvezetővel megengedett. A líbiai idegenvezető alkalmazásának sok előnye van az utazó szempontjából, mivel az ország kiterjedése hatalmas és a helyi viszonyok ismerete előnyös. Az utazás útvonalát nem korlátozzák, rugalmasan a turista igényeihez igazítják. Tiltott területnek számítanak azok a részek, ahová a második világháború, illetve a Csáddal vívott háború alatt 11 millió aknát telepítettek. Ez Tobruk környéke, a Tibeszti terület, illetve az egyiptomi határ déli része Al-Dzsagbub térségében. A Vav al-Namuszból Al-Kufrába vezető déli út ugyanezen okból veszélyes a Ramlat Rabjaneh déli csúcsa körül, különösen a Kiling-hágó.
Ha a turista az ajánlott, előre szervezett módon utazási iroda szolgáltatásait veszi igénybe, akkor kevés készpénzre lesz szüksége, mivel a szervezés magában foglalja az idegenvezetés, az utazás, a szállás, az étkezések és a belépőjegyek árát is. Az országba euró, amerikai dollár vagy angol font formájában érdemes készpénzt bevinni, amit a határon a helyi valutára, a líbiai dinárra (LD) lehet átváltani. 1 dinár váltópénze 100 piaszter. Külföldi valutát a bankokban vagy az idegenvezető segítségével lehet váltani. A pénzkiadó automaták (ATM) ritkák és nem mindenhol működnek. Egyes helyeken bankkártyával is lehet fizetni, de ez kivételesnek számít, ezért bankkártyát fölösleges az országba vinni.
Borravaló: a szolgáltatásban részt vevők nem várják el, de adható, egy kiszolgálás esetén 1-2 LD (líbiai dinár) elegendő.

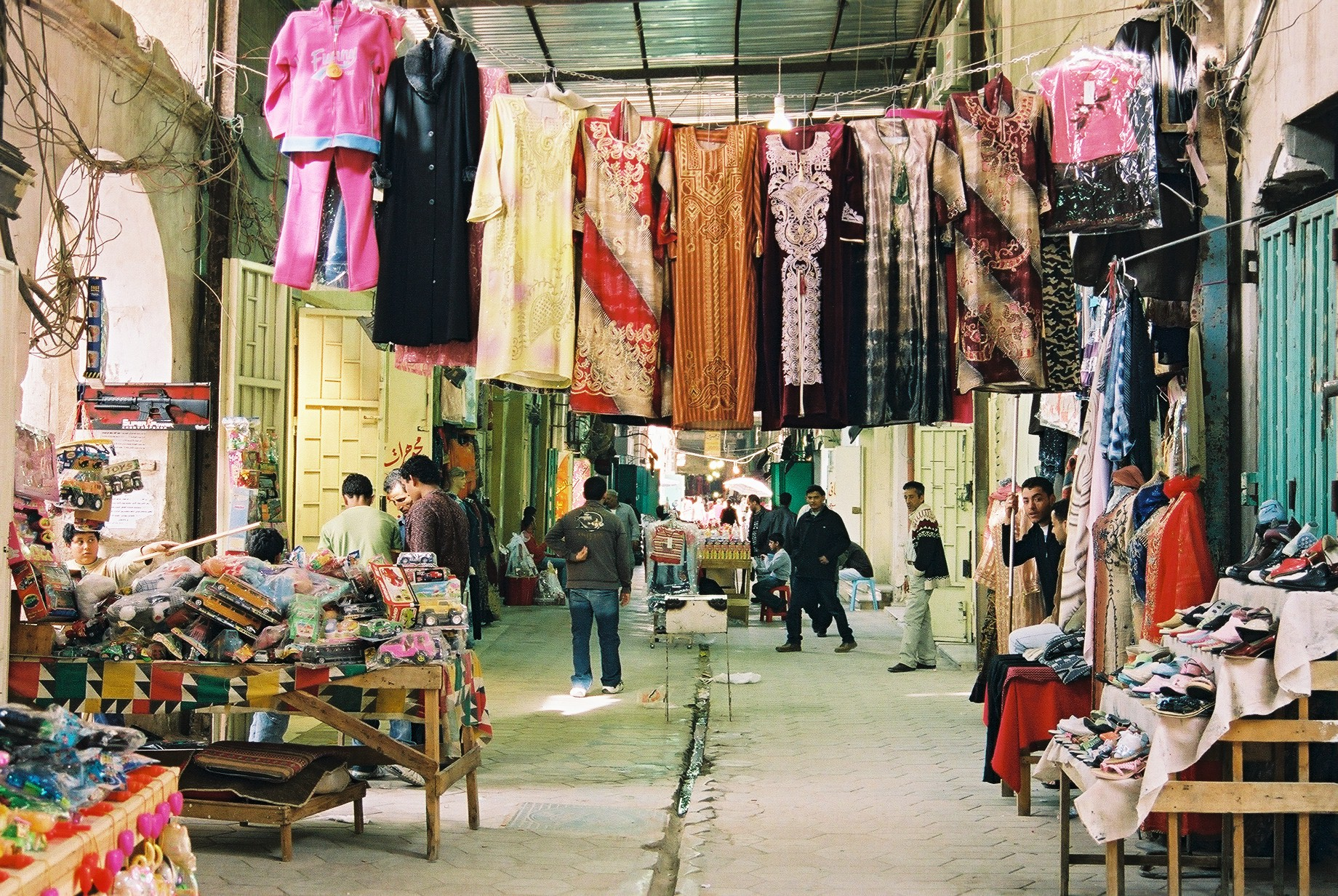
Fedett bazár Bengáziban

### Női utas
Az ország megengedő és toleráns a külföldiekkel szemben, még akkor is, ha nem szándékosan megsértik a helyieket. Líbiában a nők (1971 óta) egyenjogúnak számítanak, de azért érdemes odafigyelniük néhány szokásra. Tanácsos férfitársaságban utazniuk. Laza, hosszú szárú nadrág és legalább könyékig érő laza ing viselése elvárt, fejfedőt nem kötelező viselniük, kivéve mecsetben. Családlátogatás vagy a vidék felkeresése esetén fejkendőt érdemes viselni, bár nem kötelező. Még egyrészes fürdőruhát is csak a tengerpart strandján vagy a hotel fürdőmedencéjében illik hordani, bikinit nem. Rövidnadrágot és pólót csak akkor, ha a csoport közösen meglátogat egy turisztikai helyszínt, ahol egyedül vannak. Más helyeken még a rövidnadrágot viselő külföldi férfiak is feltűnést keltenek.

### Időszak, éghajlat
Az utazásra több időszak kínálkozik, a legjobb a október és november közötti időszak, ekkor az égbolt tiszta, a hőmérséklet közepes, és a nyár végi esők következtében a sivatag egyes helyein zöld növényeket lehet látni. A következő előnyös időszak március és május között van, bár áprilisban már több homokviharra lehet számítani, és májusban a hőmérséklet emelkedni kezd. A december és február közötti időszak szintén népszerű, bár ekkor a levegő meglepően hideg tud lenni, éjszaka gyakran fagypont alá esik. A május és szeptember közötti időben a hőmérséklet igen magas.
Nyáron a tengerparton átlagosan 30 °C körüli hőmérséklet várható, magas páratartalommal, a sivatagban a hőmérséklet elérheti az 50 °C-t is.

### Elektromosság
Líbia elektromos rendszere 220-240 volt, 50 Hz-es, az Európában használt fali csatlakozókat használják, de sok helyen található három érintkezős angol csatlakozó.

### Biztonság
Az ország biztonságos a turisták számára, lopás vagy az idegenekkel szembeni erőszak ritkán fordul elő.
Az országba tilos bevinni alkohol tartalmú italokat, ezt a vámvizsgálatnál szigorúan ellenőrzik, egy magángépjármű átvizsgálása emiatt akár egy órát is igénybe vehet. Ha alkoholt találnak, azt elkobozzák, bár arra van lehetőség, hogy a turista ezt visszakapja, ha ugyanannál az ellenőrzési pontnál hagyja el az országot. Az ország területén alkohol vagy kábítószer birtoklása szigorú büntetést von maga után.
A be- és kiutazásnál általában röntgenvizsgálatot is végeznek, tilos kivinni antikvitásokat vagy szaharai sziklarajzok darabjait.

### Vallási épületek látogatása
Líbiában a vallási épület alatt elsősorban a mecset értendő, ami nem-muszlimok számára is látogatható, a péntek déli istentisztelet kivételével.
A férfi turisták ruházata hosszú nadrág, legalább könyékig érő ing. A nőké hasonlóképpen, a testhez álló ruha, rövid nadrág, póló, feltűnő színek kerülendők. A mecsetbe való belépés előtt a lábbelit le kell venni a bejáratnál.

### Internethasználat
Még a kisebb városokban is találhatók internetkávézók, ahol levelezni vagy böngészni lehet, bár a sebesség szokatlanul lassú lehet. Laptopot, PDA-t a világháló miatt nem érdemes vinni, mert ritkán találhatni vezeték nélküli összeköttetést.

### Fényképezés, filmezés
A műszaki hozzávalókkal, tartalék alkatrészekkel felszerelve érdemes az országba beutazni. A nagyobb városokban az internetkávézókban ki lehet íratni CD-re a felvételeket, de ez nem általános.
Emberek fényképezése: a legtöbb városban a férfiak örömmel állnak a kamera elé, nőket azonban nem szabad fényképezni, csak kifejezett engedély birtokában. Vidéken a fényképezésre minden esetben engedélyt kell kérni az érintettektől, és alkalmanként a tuaregek cserébe pénzt várnak el.
Tilos fényképezni: katonai létesítmény, kikötő, határállomás, ellenőrzőpont, rendőrség, illetve bármely egyenruhában lévő személy. (A rendőröket néha nehéz beazonosítani – kétség esetén rá kell kérdezni, illetve a fényképező eszközre mutogatni).
Szabad fényképezni: az összes múzeumban, régészeti helyen és a szaharai oázisok medináiban, de ehhez jegyet kell váltani, ami állóképet rögzítő berendezés esetén általában 5 LD, mozgókép esetén 10 LD.

### Időzóna, nyitvatartás
Bár az ország kelet-nyugati irányban nagy kiterjedésű, egyetlen időzónában van, ami UTC+2 órának felel meg (ez azonos az európai és magyarországi nyári időszámítás idejével). 2012-ig nem alkalmaztak nyári időszámítást, de a hivatalok és boltok rugalmasan alkalmazkodnak a nyitvatartás tekintetében az éppen aktuális klimatikus viszonyokhoz. A nagy kiterjedés következtében az ország keleti felén a napkelte/napnyugta kb. fél órával hamarabb következik be, mint az ország nyugati felén.
2012. november 10-én egy órával visszaállították az órákat (UTC+2-ről UTC+1-re). Ezzel Líbia télen abba az időzónába került, amiben nyugati és déli szomszédai, köztük: Tunézia, Algéria, Niger és Csád. Az első nyári időszámítás kezdete 2013 márciusa volt.
A ramadán idején sok nyilvános hely zárva tart, az éttermek csak este 8 körül nyitnak ki, az egész nap nyitva tartó helyek 1 órával hamarabb zárnak be.
A pénteki nap ünnepnek számít és a legtöbb hivatalos hely és bolt zárva tart. Az üzletek általában de. 10 és du. 2 között, majd 17 és 20 óra között vannak nyitva.

### Vécé
Nyilvános vécék nincsenek. A szállodák és éttermek vécéit lehet használni (a nevük al-hammam vagy mirhad). A mecseteknél és az olcsóbb vendéglőkben guggolós vécé található, ahol a papírtörlőt külön a szemetesbe kell dobni (hogy el ne duguljon a lefolyó).

### Veszélyek
A forró, trópusi éghajlat miatt a legnagyobb veszély a túlhevülés, hőguta, aminek elsődleges oka az erős izzadás, illetve az elvesztett folyadék és só nem elégséges pótlása. Ehhez hozzájárul a klímához való hozzászokás hiánya, illetve a szokatlan aktivitás. Enyhébb esetben a tünetek: fejfájás, szédülés, fáradtság. Elhárítása: a szervezet vízzel vagy gyümölcslével való pótlása, a test vizes borogatással vagy ventilátorral való hűtése. Az elvesztett só pótlása levessel történhet. Súlyosabb esetben a szenvedő alany hőháztartása felborul, a test túlhevül, ennek tünete, hogy megszűnik az izzadás. Az alany észszerűtlenül vagy hiperaktív módon viselkedik, végül elájul és meghal. A test gyors hűtése szükséges, ami vízzel való lelocsolásból és ventilátor alkalmazásából áll. Ezután orvosi beavatkozás szükséges, aminek során az elvesztett folyadékot és sót intravénásan pótolják.
Szúnyogok sok helyen előfordulnak, naplemente után egész éjszaka, különösen az oázisvárosokban. DEET-tartalmú riasztóval hatásosan lehet védekezni ellenük. Ez a riasztó a tengerparton előforduló homoki légy ellen is hatásos.
Skorpiók elsősorban a Szaharában fordulnak elő, különösen akkor, ha meleg az idő. Csípésük kellemetlen, de nem halálos.
Mérgeskígyók: üregekben, észrevétlen helyeken fordulnak elő. Védekezés ellenük a zárt cipő, és az üregek elkerülése. Kígyómarás esetén az érintett terület fölött szorítókötést kell alkalmazni, és azonnal orvosi segítséget kell hívni.
Csapvíz: elvileg fogyasztható, de a biztonság érdekében érdemes palackozott vizet fogyasztani. Kerülendők a tej, illetve a tejtermékek, mert ezek pasztőrözetlenek lehetnek.

## Egyéb szokások
- Nem szabad bal kézzel ételt/italt átadni/átvenni, mert ez sértő; a bal kezet az ima előtti rituális mosakodásnál használják.
- Olyankor, ha egy csoportban emberek esznek, meg szokás várni, amíg mindenki befejezi az evést, és csak utána fognak kezet az újonnan érkezőkkel, akik addig elkülönülve ülnek.
- A tuaregek szokása, hogy az idegeneknek háromszor kínálnak teát, amit illik elfogadni.

## Sport

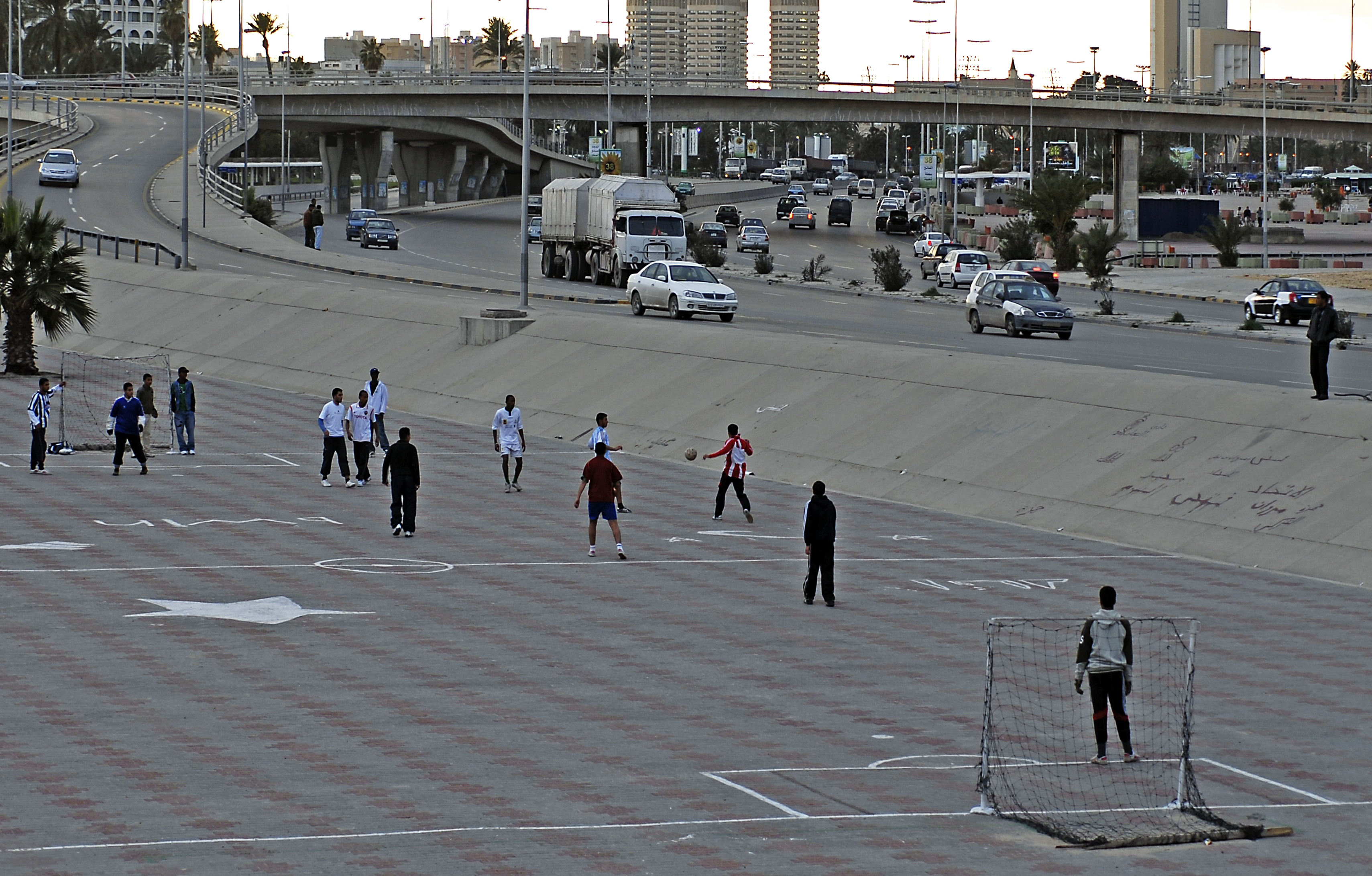
Fiatalok fociznak Tripoli egyik főútja mellett

Legkedveltebb sportág a labdarúgás. Líbia többször jelentkezett az Afrika Kupa és a világkupa megrendezésére, ez utóbbit 1982-ben el is nyerte, azonban a verseny utolsó fordulójában büntetők miatt kiesett Ghánával szemben.
A labdarúgószezon télen van. A két legnagyobb stadion közül az egyik Tripoliban van, kb. 5 km-re délnyugatra a parlamenttől, ez a „Sports City” (Al-Medina ar-Rijaddijat), a másik Bengáziban, a kikötő keleti partjainál.

## Ünnepek
Munkaszüneti napok (a legtöbb hivatal és üzlet ezeken a napokon zárva tart):

| dátum       | név                   | megjegyzés                                              |
| ----------- | --------------------- | ------------------------------------------------------- |
| Február 17  | A forradalom napja    | A 2011-es forradalom kezdőnapja                         |
| Máj 1       | A munka ünnepe        | nemzetközi ünnep                                        |
| Szept 16    | A mártírok napja      | az olasz megszállás alatt meggyilkolt líbiaiak emlékére |
| Okt 23      | A felszabadulás napja | 2011. okt. 23                                           |
| December 24 | Függetlenség napja    | 1951.                                                   |

Az iszlám naptárhoz igazodó ünnepek:

| dátum                           | név         | arab              | megjegyzés               |
| ------------------------------- | ----------- | ----------------- | ------------------------ |
| Muharram 1                      | Iszlám újév | رأس السنة الهجرية |                          |
| Rabi' al-awwal 12               | Maulid      | المولد النبوي     | Mohamed születésnapja    |
| Shawwal 1-3                     | Eid al-Fitr | عيد الفطر         | a ramadán végének ünnepe |
| Dhu al-Hijjah (Zulhijjah) 9     | Arafát-nap  | يوم عرفة          |                          |
| Dhu al-Hijjah (Zulhijjah) 10-12 | Eid al-Adha | عيد الأضحى        | "áldozati ünnep"         |